# Az Amerikai Egyesült Államok 118. kongresszusa
Az Amerikai Egyesült Államok 118. kongresszusa az Amerikai Egyesült Államok törvényhozásának gyűlése, a Szenátusból és a Képviselőházból állt. 2023. január 3. és 2025. január 3. között gyűléseett, Joe Biden elnökségének utolsó két évében. A 2022-es választások döntöttek a tagokról és a két ház irányításáról.
A 2022-es választásokon a demokraták sokkal jobban teljesítettek, mint azt várni lehetett, így meg tudták tartani a Szenátust és sokkal kevesebb széket vesztettek a Képviselőházban, mint az a hivatalban lévő elnök pártjától általában várható. A Szenátusban széket szereztek a Demokraták, így Kamala Harris szavazata nélkül is többségben voltak. Ez a 116. óta az első kongresszus, amiben nem egy párté mindkét kamara és az első alkalom a 113. kongresszus óta, hogy a republikánusoké a ház és a demokratáké a Szenátus.
A Képviselőházat megszerezték a republikánusok, így véget ért a demokraták teljes hatalma a fő törvényhozási ágazatok és az elnöki pozíció felett. Ez az első kongresszus női pro tempore elnökkel (Patty Murray) és fekete pártvezetővel (Hakeem Jeffries), illetve Mitch McConnell lett a Szenátus történetének leghosszabb ideig hivatalban lévő frakcióvezetője (16 év). 1923 óta először nem választották meg az első szavazáson a házelnököt, miután egy jelölt se kapta meg a szükséges 218 szavazatot. 2023 októberében Kevin McCarthy lett az első házelnök, akit a képviselőház eltávolított posztjáról, utódja megtalálása hetekig húzódott az októberi házelnökválasztáson.
Minden idők egyik legeredménytelenebb kongresszusa volt, a pártok közti növekvő politikai ellentétek nagy szerepet játszottak abban, hogy – főleg a republikánusok által irányított Képviselőház – nagyjából semmit se ért el, aminek gyakran a Republikánus Párt belső harcai volt az indoka. A kongresszus 2023-ban legalább a Nixon-elnökség óta (de lehet az ország történetében) a legkevesebb törvényjavaslatot fogadta el. Ennek következtében sok tapasztalt republikánus képviselő (köztük öt bizottsági elnök) visszavonult vagy lemondott.
A 107. kongresszus óta először kirúgtak a Képviselőházból egy tagot, mikor George Santos republikánus politikust eltávolították posztjáról, 2023 decemberében. Santost később 87 hónap börtönbüntetésre ítélték. Ugyanebben a hónapban, bármi bizonyíték nélkül, a Republikánus Párt képviselőházi frakciója eljárást indított Joe Biden elnök leváltására. Hasonló folyamat kezdődött Alejandro Mayorkas belbiztonsági miniszter ellen, ami ugyan a képviselőházban sikeres volt, a Szenátusban megbukott, tárgyalás nélkül.

## Fontos események

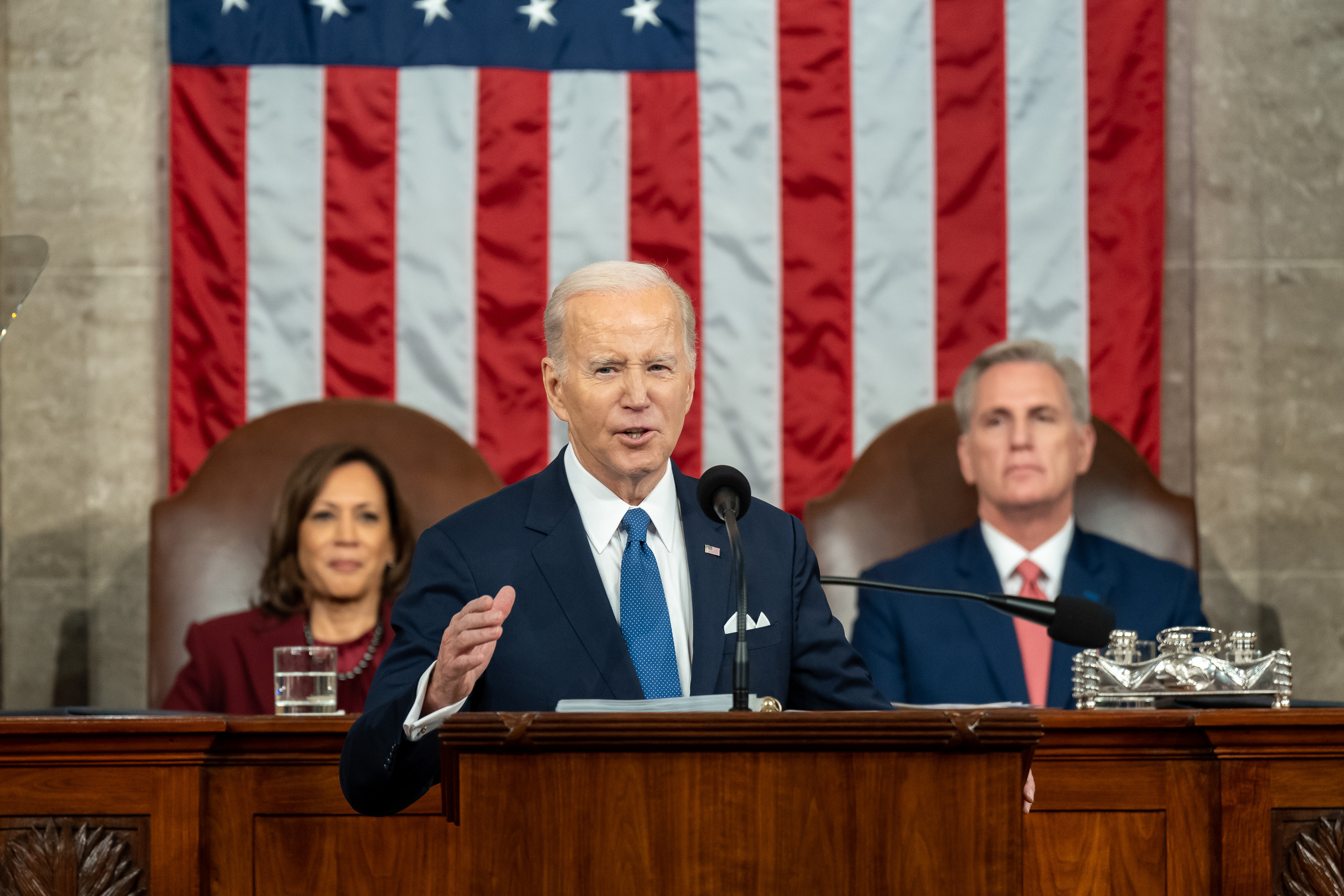
Joe Biden 2023-as évértékelője közben, mögötte Kamala Harris alelnök és Kevin McCarthy házelnök

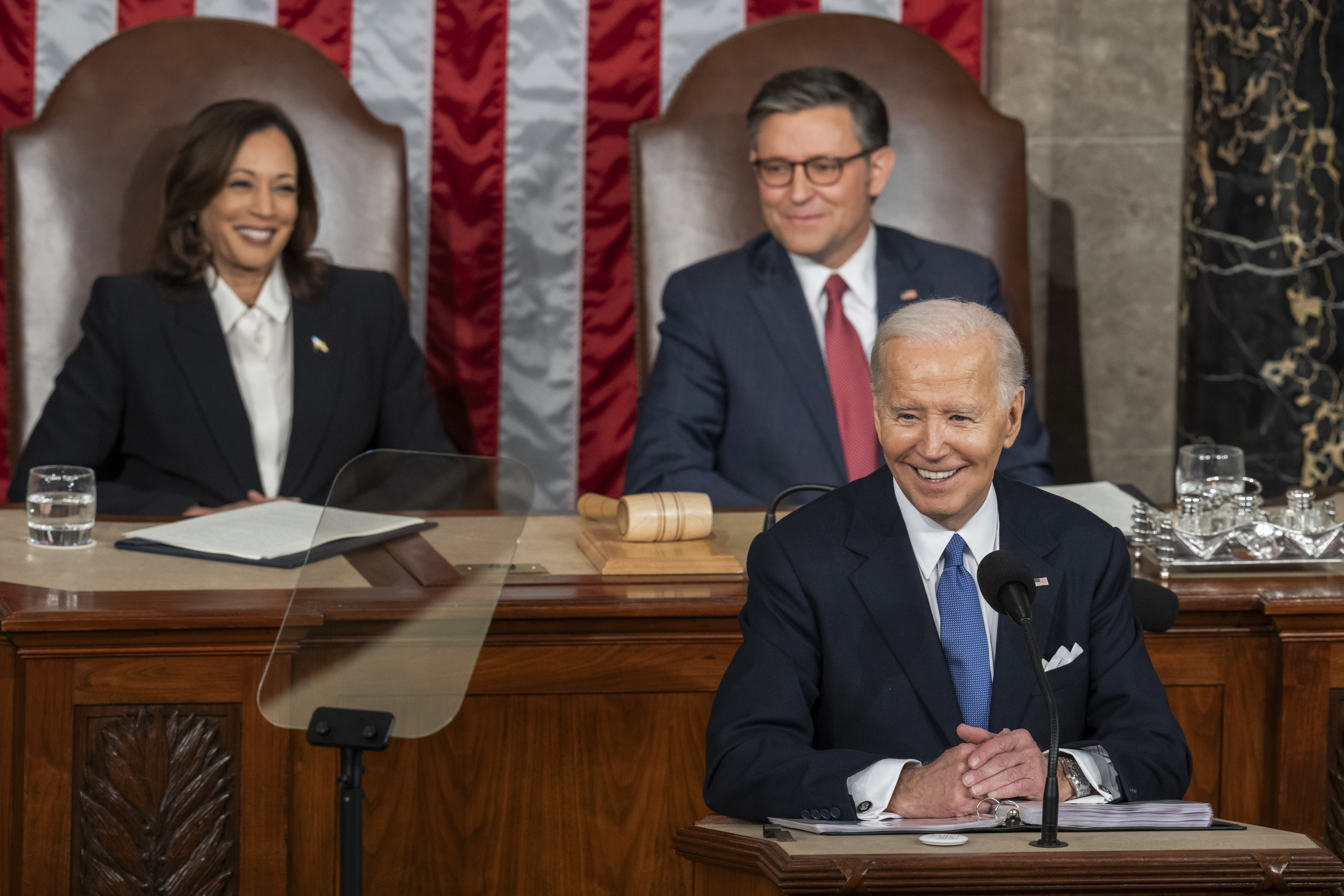
Joe Biden 2024-es évértékelője közben, a háttérben Kamala Harris alelnök és Mike Johnson házelnök

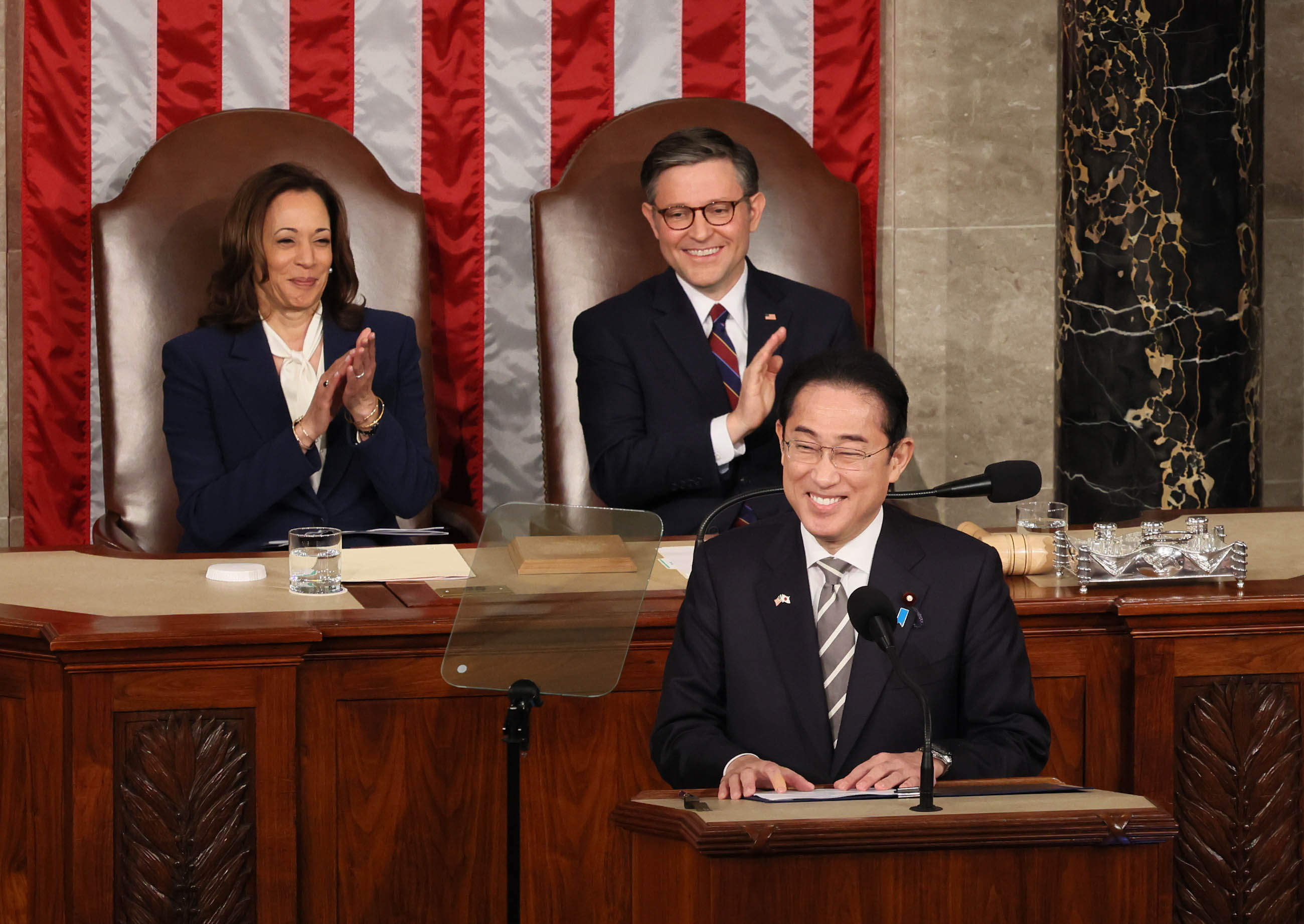
Kisida Fumio japán miniszterelnök a kongresszus előtt

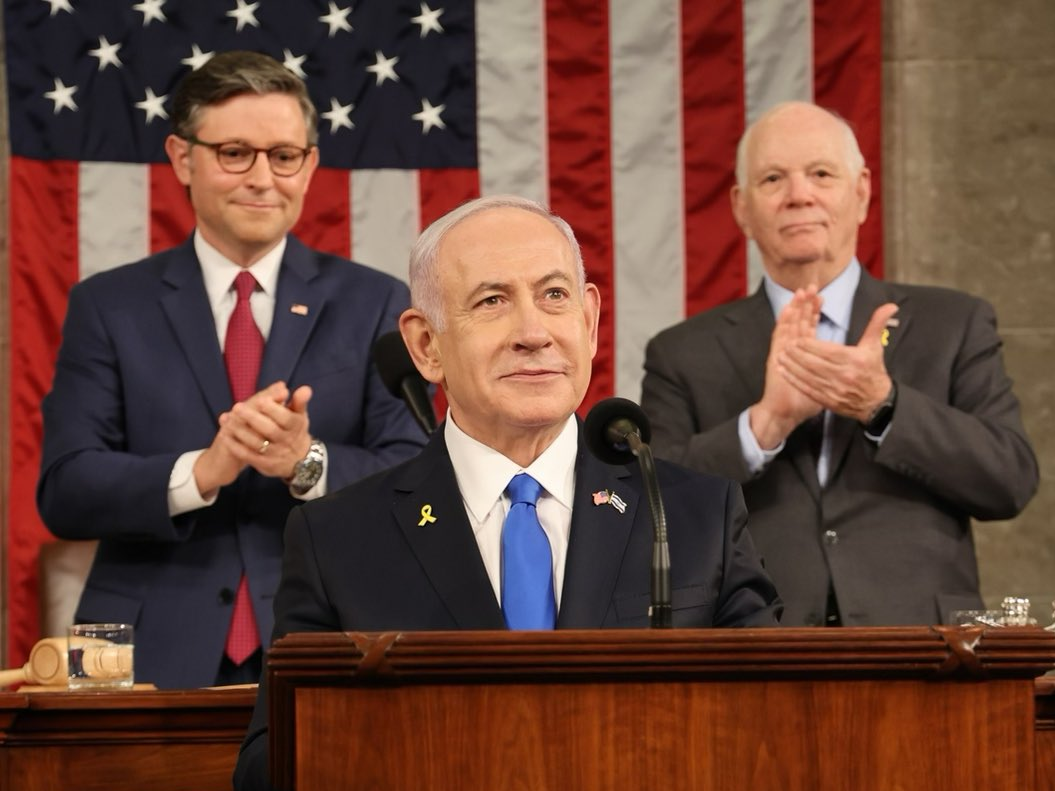
Izrael miniszterelnöke, Benjámín Netanjáhú beszédet mondott a kongresszus előtt

- 2023. január 3.: a Kongresszus első gyűlésének várható időpontja
- 2023. január 3–7.: a házelnök választása. 1923 óta először nem tudták egy szavazással megválasztani a házelnököt. Az új tagok beiktatása nem lehetséges a választás befejezésééig.
- 2023. február 2.: A Képviselőház 218–211 arányban szavazva republikánus indíttatásra eltávolítja Ilhan Omar képviselőt a külügyi bizottságból.
- 2023. február 7.: Joe Biden megtartja 2023-as évértékelő beszédét.
- 2023. június 3.: A Kongresszus megemeli az adósságplafont.
- 2023. július 12.: Kamala Harris harmincegyedik alkalommal is a döntő szavazat volt a Szenátusban, ezzel beállítva John C. Calhoun alelnök rekordját.
- 2023. szeptember 21.: A Képviselőház felelősségre vonási eljárást indít Joe Biden elnök ellen.
- 2023. szeptember 28.: Dianne Feinstein halála.
- 2023. október 3.: A Képviselőház, saját pártja indítványozására, kiszavazza posztjáról Kevin McCarthy házelnököt (216–210). Helyét az új házelnök kinevezéséig Patrick McHenry veszi át.[3]
- 2023. október 17–25.: Az év második házelnökválasztása a Képviselőházban.
- 2023. december 1.: A Képviselőház úgy dönt (311–114), hogy eltávolítja George Santos képviselőt, mindössze a hatodik politikusként az ország történetében.[7]
- 2023. december 5.: Kamala Harris megdönti John C. Calhoun rekordját a legtöbb döntő szavazatért a Szenátusban, leadva harminckettedik és harmincharmadikját.[8]
- 2023. december 7.: A Képviselőház 214–191 arányban megszavazza Jamaal Bowman cenzúrázását, amiért októberben beindított egy tűzjelzőt a Capitoliumban.[9]
- 2024. február 6.: A Képviselőházban szavazás indul Alejandro Mayorkas felelősségre vonásáért, de a szavazás sikertelen (214–216). Egy héttel később a republikánusok meggyőzik az ellenük szavazó tagjaikat, így 214–213 arányban sikeres a szavazás.[10]
- 2024. február 28.: Mitch McConnell bejelenti, hogy a jelenlegi gyűlés végén, 2025 januárjában, lemond pozíciójától, mint a republikánusok szenátusi frakcióvezetője.[11]
- 2024. március 7.: Joe Biden nagyon sikeres évértékelőt ad a kongresszus előtt.[12]
- 2024: április 11.: Kisida Fumio japán miniszterelnök beszédet at a Kongresszus közösgyűlésén.[13]
- 2024. április 16–17.: Két felelősségre vonási dokumentumot is felolvasnak a Szenátusban Alejandro Mayorkas ellen, de mindkettő sikertelen lesz, a demokraták 51–48 és 51–49 arányban leszavazzák őket.[14]
- 2024. április 24.: Donald Payne Jr. képviselő meghal.[15]
- 2024. május 8.: A Képviselőház 359–43 arányban támogatja Mike Johnson eltávolításának felfüggesztését.[16]
- 2024. május 31.: Joe Manchin szenátor elhagyja a Demokrata Pártot.[17]
- 2024. július 16.: Bob Menendez szenátort bűnösnek találják összeesküvésért, amiért köztisztviselőként külföldi ország érdekeit képviselte. Menendez augusztusban lemondott.[18]
- 2024. július 19.: Sheila Jackson Lee (Texas) képviselő meghal.[19]
- 2024. július 24.: Benjámín Netanjáhú izraeli miniszterelnök beszédet mond a Kongresszus közösgyűlésén.[20]
- 2024. augusztus 21.: Bill Pascrell (New Jersey) képviselő meghal.[21]

## Fontos törvényjavaslatok

### Elfogadott törvények
- S. 619: Arra utasítja a Hírszerző Közösség igazgatóját, hogy hozza nyilvánosságra az esetleges kapcsolatokat a Covid19 eredete és a Vuhani Virológiai Intézet között.
- H.R. 3746: Az adósságplafon megemelése.
- S. 777: A háborús veteránoknak járó kárpótlás összegének megemelése.

### Javasolt, nem elfogadott törvények
Képviselőház
- H.R. 5: Bizonyos jogokat ad a szülőknek gyermekeik általános és középfokú oktatásával kapcsolatban, amiknek az iskoláknak kötelességük eleget tenni (jelenleg a Szenátusban)
- H.R. 7: Szövetségi támogatások megszakítása terhességmegszakításokra
- H.R. 21: Korlátozza a leszívható petróleum mennyiségét (jelenleg a Szenátusban)
- H.R. 22: Megakadályozza olaj eladását Kínának (jelenleg a Szenátusban)
- H.R. 23: Visszavon egyes összegeket, amiket az Internal Revenue Service kapott az Inflation Reduction Act of 2022 részeként (jelenleg a Szenátusban)
- H.R. 25: Szövetségi fogyasztási adó bevezetése
- H.R. 26: Bevezet elvárásokat azzal kapcsolatban, hogy mit kell tennie egy orvosnak, ha egy sikertelen terhességmegszakítás után élve születik meg egy gyermek (jelenleg a Szenátusban)
- H.R. 27: Állami és helyi ügyészek kötelessége jelenteni adatokat a javaslatban meghatározott ügyekkel kapcsolatban és azon ügyek kimenetelét.
- H.R. 28: Elvárás legyen, hogy a helyi rendőrség azonnal jelezze az ICE felé, ha tudtukra jut, hogy egy személy illegálisan érkezett az országba.
- H.R. 29: Az Egyesült Államok határvédelme kérdés nélkül megtagadhatja dokumentumokkal nem rendelkező személyek belépését az országba.
- H.R. 51: Washington főváros felvétele, mint az 51. amerikai állam.
- H.R. 227: A szövetségi folyamatok átláthatóságának és felelősségrevonhatóságának bővítése.

Szenátus
- S. 316: Engedély visszavonása az Irak elleni fegyveres erő használatára (jelenleg a Képviselőházban)
- S. 686: Engedélyt adna a Kereskedelmi Minisztériumnak, hogy felülvizsgálhassanak üzleti tranzakciókat, ha úgy érzik, hogy ezeket az Egyesült Államok egy „külföldi ellensége” végzi

## Pártok
A lemondások és az új tagok a Tagsági változások szakaszban olvashatók.

### Szenátus

A Szenátus eloszlása

|                                       | Párt                                 | Párt         | Párt | Összesen | Széküresedés |
| ------------------------------------- | ------------------------------------ | ------------ | ---- | -------- | ------------ |
|                                       |                                      |              |      | Összesen | Széküresedés |
| Demokrata                             | Független (demokratákkal gyűlésezik) | Republikánus |      | Összesen | Széküresedés |
| Előző kongresszus vége                | 48                                   | 2            | 50   | 100      | 0            |
|                                       |                                      |              |      |          |              |
| Kongresszus kezdete (2023. január 3.) | 48                                   | 3            | 49   | 100      | 0            |
| 2023. január 8.                       | 48                                   | 3            | 48   | 99       | 1            |
| 2023. január 23.                      | 48                                   | 3            | 49   | 100      | 0            |
| 2023. szeptember 28.                  | 47                                   | 3            | 49   | 99       | 1            |
| 2023. október 3.                      | 48                                   | 3            | 49   | 100      | 0            |
| 2024. május 31.                       | 47                                   | 4            | 49   | 100      | 0            |
| 2024. augusztus 20.                   | 46                                   | 4            | 49   | 99       | 1            |
| 2024. szeptember 9.                   | 47                                   | 4            | 49   | 100      | 0            |
| %                                     | 51%                                  | 51%          | 49%  |          |              |

### Képviselőház

A Képviselőház eloszlása

|                                       | Párt         | Párt  | Összesen | Széküresedés |
| ------------------------------------- | ------------ | ----- | -------- | ------------ |
|                                       |              |       | Összesen | Széküresedés |
| Demokrata                             | Republikánus |       | Összesen | Széküresedés |
| Az előző kongresszus vége             | 217          | 213   | 430      | 5            |
|                                       |              |       |          |              |
| Kongresszus kezdete (2023. január 3.) | 212          | 222   | 434      | 1            |
| 2023. március 7.                      | 213          | 222   | 435      | 0            |
| 2023. május 31.                       | 212          | 222   | 434      | 1            |
| 2023. szeptember 15.                  | 212          | 221   | 433      | 2            |
| 2023. november 13.                    | 213          | 221   | 434      | 1            |
| 2023. november 28.                    | 213          | 222   | 435      | 0            |
| 2023. december 1.                     | 213          | 221   | 434      | 1            |
| 2023. december 31.                    | 213          | 220   | 433      | 2            |
| 2024. január 21.                      | 213          | 219   | 432      | 3            |
| 2024. február 2.                      | 212          | 219   | 431      | 4            |
| 2024. február 28.                     | 213          | 219   | 432      | 3            |
| 2024. március 22.                     | 213          | 218   | 431      | 4            |
| 2024. április 20.                     | 213          | 217   | 430      | 5            |
| 2024. április 24.                     | 212          | 217   | 429      | 6            |
| 2024. május 6.                        | 213          | 217   | 430      | 5            |
| 2024. június 3.                       | 213          | 218   | 431      | 4            |
| 2024. június 25.                      | 213          | 219   | 432      | 3            |
| 2024. július 8.                       | 213          | 220   | 433      | 2            |
| 2024. július 19.                      | 212          | 220   | 432      | 3            |
| 2024. augusztus 21.                   | 211          | 220   | 431      | 4            |
| 2024. szeptember 23.                  | 212          | 220   | 432      | 3            |
| 2024. november 12.                    | 213          | 221   | 434      | 1            |
| 2024. november 13.                    | 213          | 220   | 433      | 2            |
| 2024. december 8.                     | 211          | 220   | 431      | 4            |
| 2024. december 14.                    | 211          | 219   | 430      | 5            |
| 2024. december 31.                    | 210          | 219   | 429      | 6            |
| %                                     | 48.6%        | 50.7% |          |              |
| Nem szavazó tagok                     | 3            | 3     | 6        | 0            |

## Vezetés

### Általános
Szenátus
A szenátus üléseit hivatalosan az Egyesült Államok alelnöke vezeti (az alkotmány szerint az alelnöknek ez az egyetlen önálló szövetségi jogköre), aki szavazati joggal a szavazategyenlőség esetét leszámítva nem rendelkezik. Szavazategyenlőség esetén szabad döntési joga van bármelyik oldalt támogatni. Mivel az alelnök esetében előfordulhat akadályoztatás (ilyen például, ha a 25. alkotmánymódosítás szerint  az elnöki jogokat és kötelezettségeket ügyvezető elnökként ellátja) a szenátus  „ideiglenes” vezetésére bevezették a President Pro Tempore (korelnök) tisztségét. A korelnököt mindig a többségben lévő párt adja, s az egy évben születettek közül a legrégebben beiktatott szenátor tölti be ezt a tisztséget.
| Beosztás                                          | Párt | Személy | Személy       | Állama     | HIvatali ideje     |
| ------------------------------------------------- | ---- | ------- | ------------- | ---------- | ------------------ |
| Az Egyesült Államok alelnöke és a szenátus elnöke |      |         | Kamala Harris | Kalifornia | 2021. január 20. – |
| Korelnök (President Pro Tempore)                  |      |         | Patty Murray  | Kalifornia | 2023. január 3. –  |

Képviselőház

A házelnök választását a kongresszus első napján tartották. Mivel senki nem kapott elég szavazatot, addig szavaznak a tagok, míg egy jelölt többséget szerez. A 118. lett az első kongresszus 100 év elteltével (akkor kilenc voksolás kellett), ahol az első szavazáson nem választották meg a házelnököt. Kevin McCarthy jelöltsége ellen 19 republikánus képviselő szavazott, illetve a demokrata jelölt se kapott elég voksot. A szavazás első napját három forduló után lezárták, berekesztve a képviselőház ülését másnapig. Január 4. első felében se tudtak döntésre jutni, hat szavazás után berekesztették a gyűlést 20:00-ig. Végül a választás negyedik napán dőlt el a házelnök kiléte, McCarthyt január 7. hajnalában választották meg. 2023. október 3-án, 269 nappal kinevezése után a Képviselőház, nyolc szélsőjobboldali republikánus támogatásával, kiszavazta McCarthyt posztjáról.
Ezt követően ismét szavazást tartott a képviselőház új elnöke megválasztásáról, ameddig Patrick McHenry képviselőt nevezték ki megbízott házelnöknek. A szavazás hivatalos folyamata október 17. és 25. között zajlott le, amikor négy fordulón keresztül nem tudtak megegyezni a republikánusok jelöltjükről. A párt első előválasztásán Steve Scalise-t nevezte meg jelöltként, majd Jim Jordant, Tom Emmert és végül Mike Johnson. Johnson volt az első jelölt, aki össze tudta szedni az elég támogatást, ami a párt keresztény nacionalista frakciójának nagy sikere volt.
| Beosztás            | Párt | Személy | Személy                     | Állama         | Hivatali ideje                       |
| ------------------- | ---- | ------- | --------------------------- | -------------- | ------------------------------------ |
| Képviselőházi elnök |      |         | Kevin McCarthy              | Kalifornia     | 2023. január 7. – 2023. október 3.   |
| Képviselőházi elnök |      |         | Patrick McHenry (megbízott) | Észak-Karolina | 2023. október 3. – 2023. október 25. |
| Képviselőházi elnök |      |         | Mike Johnson                | Louisiana      | 2023. október 25. –                  |

### Demokrata vezetés
Szenátus
| Pozíció                | Portré | Név           | Állam    |
| ---------------------- | ------ | ------------- | -------- |
| Többségi frakcióvezető |        | Chuck Schumer | New York |
| Whip                   |        | Dick Durbin   | Illinois |

Képviselőház
| Pozíció                   | Portré | Név                               | Állam         |
| ------------------------- | ------ | --------------------------------- | ------------- |
| Kisebbségi frakcióvezető  |        | Hakeem Jeffries                   | New York      |
| Whip                      |        | Katherine Clark                   | Massachusetts |
| Frakcióelnök              |        | Pete Aguilar                      | Kalifornia    |
| Asszisztens frakcióvezető |        | Jim Clyburn (2024. február 14-ig) | Dél-Karolina  |
| Asszisztens frakcióvezető |        | Joe Neguse (2024. március 20-ig)  | Colorado      |
| Frakció-alelnök           |        | Ted Lieu                          | Kalifornia    |

### Republikánus vezetés
Szenátus
| Pozíció                    | Portré | Név                  | Állam           |
| -------------------------- | ------ | -------------------- | --------------- |
| Kisebbségi frakcióvezető   |        | Mitch McConnell      | Alabama         |
| Whip                       |        | John Thune           | Dél-Dakota      |
| Frakcióelnök               |        | John Barrasso        | Wyoming         |
| Politikai bizottság elnöke |        | Joni Ernst           | Iowa            |
| Frakció-alelnök            |        | Shelley Moore Capito | Nyugat-Virginia |
| Kampánybizottság elnöke    |        | Steve Daines         | Montana         |

Képviselőház
| Pozíció                 | Portré | Név                              | Állam          |
| ----------------------- | ------ | -------------------------------- | -------------- |
| Többségi frakcióvezető  |        | Steve Scalise                    | Louisiana      |
| Whip                    |        | Tom Emmer                        | Minnesota      |
| Frakcióelnök            |        | Elise Stefanik                   | New York       |
| Frakció-alelnök         |        | Mike Johnson 2023. október 25-ig | Louisiana      |
| Frakció-alelnök         |        | Blake Moore 2023. november 8-tól | Utah           |
| Konferenciatitkár       |        | Lisa McClain                     | Michigan       |
| Kampánybizottság elnöke |        | Richard Hudson                   | Észak-Karolina |

## Szenátorok listája
| Állam           | Portré                 | Szenátor               | Párt | Korábbi politikai pozíciók | Hivatal kezdete    | Ciklus vége |
| --------------- | ---------------------- | ---------------------- | ---- | --- | ------------------ | ----------- |
| Alabama         |                        | Katie Britt            |      | Nem volt korábbi politikai pozíciója | 2023. január 3.    | 2028        |
| Alabama         |                        | Tommy Tuberville       |      | Nem volt korábbi politikai pozíciója | 2021. január 3.    | 2026        |
| Alaszka         | 117x117px[halott link] | Lisa Murkowski         |      | Alaszka Képviselőházának tagja | 2002. december 20. | 2028        |
| Alaszka         |                        | Dan Sullivan           |      | Alaszka legfőbb bírója | 2015. január 3.    | 2026        |
| Arizona         |                        | Kyrsten Sinema         | FÜGG | Az Amerikai Egyesült Államok Képviselőházának tagja Arizona szenátusának tagja Arizona Képviselőházának tagja                                     | 2019. január 3.    | 2024        |
| Arizona         | 131x131px[halott link] | Mark Kelly             |      | Nem volt korábbi politikai pozíciója | 2020. december 2.  | 2028        |
| Arkansas        | 127x127px[halott link] | John Boozman           |      | Az Amerikai Egyesült Államok Képviselőházának tagja Rogers Public Schools Board                                                                   | 2011. január 3.    | 2028        |
| Arkansas        |                        | Tom Cotton             |      | Az Amerikai Egyesült Államok Képviselőházának tagja                                                                                               | 2015. január 3.    | 2026        |
| Colorado        | 130x130px[halott link] | Michael Bennet         |      | Denveri iskolák Főfelügyelője Denver polgármesterének kabinetfőnöke                                                                               | 2009. január 21.   | 2028        |
| Colorado        |                        | John Hickenlooper      |      | Colorado kormányzója Denver polgármestere | 2021. január 3.    | 2026        |
| Connecticut     | 129x129px[halott link] | Richard Blumenthal     |      | Connecticut legfelsőbb ügyésze Connecticut szenátusának tagja Connecticut képviselőházának tagja Az Amerikai Egyesült Államok ügyésze             | 2011. január 3.    | 2028        |
| Connecticut     |                        | Chris Murphy           |      | Az Amerikai Egyesült Államok Képviselőházának tagja Connecticut szenátusának tagja Connecticut képviselőházának tagja                             | 2013. január 3.    | 2024        |
| Delaware        |                        | Tom Carper             |      | Delaware kormányzója Az Amerikai Egyesült Államok Képviselőházának tagja Delaware kincstárnoka                                                    | 2001. január 3.    | 2024        |
| Delaware        |                        | Chris Coons            |      | New Castle megye adminisztrációjának tagja New Castle megyei tanácsának tagja                                                                     | 2010. november 10. | 2026        |
| Dél-Karolina    |                        | Lindsey Graham         |      | Az Amerikai Egyesült Államok Képviselőházának tagja Dél-Karolina képviselőházának tagja                                                           | 2003. január 3.    | 2026        |
| Dél-Karolina    | 133x133px[halott link] | Tim Scott              |      | Az Amerikai Egyesült Államok Képviselőházának tagja South Carolina képviselőházának tagja                                                         | 2013. január 3.    | 2028        |
| Dél-Dakota      | 127x127px[halott link] | John Thune             |      | Az Amerikai Egyesült Államok Képviselőházának tagja Dél-Dakota-i Republikánus Párt vezetője                                                       | 2005. január 3.    | 2028        |
| Dél-Dakota      |                        | Mike Rounds            |      | Dél-Dakota kormányzója Dél-Dakota szenátusának tagja                                                                                              | 2015. január 3.    | 2026        |
| Észak-Karolina  |                        | Ted Budd               |      | Az Amerikai Egyesült Államok Képviselőházának tagja                                                                                               | 2023. január 3.    | 2028        |
| Észak-Karolina  |                        | Thom Tillis            |      | Észak-Karolina Képviselőházának elnöke | 2015. január 3.    | 2026        |
| Észak-Dakota    | 141x141px[halott link] | John Hoeven            |      | Észak-Dakota kormányzója | 2011. január 3.    | 2028        |
| Észak-Dakota    |                        | Kevin Cramer           |      | Az Amerikai Egyesült Államok Képviselőházának tagja Észak-Dakota közhivatali biztosa                                                              | 2019. január 3.    | 2024        |
| Florida         | 136x136px[halott link] | Marco Rubio            |      | Florida Képviselőházának elnöke West Miami City bizottságának tagja                                                                               | 2011. január 3.    | 2028        |
| Florida         |                        | Rick Scott             |      | Florida kormányzója | 2019. január 8.    | 2024        |
| Georgia         |                        | Raphael Warnock        |      | Nem volt korábbi politikai pozíciója | 2021. január 20.   | 2026        |
| Georgia         |                        | Jon Ossoff             |      | Nem volt korábbi politikai pozíciója | 2021. január 20.   | 2026        |
| Hawaii          | 138x138px[halott link] | Brian Schatz           |      | Hawaii helyettes kormányzója Hawaii Képviselőházának tagja                                                                                        | 2012. december 26. | 2028        |
| Hawaii          |                        | Mazie Hirono           |      | Az Amerikai Egyesült Államok Képviselőházának tagja Hawaii helyettes kormányzója Hawaii Képviselőházának tagja                                    | 2013. január 3.    | 2024        |
| Idaho           | 137x137px[halott link] | Mike Crapo             |      | Az Amerikai Egyesült Államok Képviselőházának tagja Idaho szenátusának tagja                                                                      | 1999. január 3.    | 2028        |
| Idaho           |                        | Jim Risch              |      | Idaho kormányzója Idaho helyettes kormányzója Idaho szenátusának pro tempore elnöke                                                               | 2009. január 3.    | 2026        |
| Illinois        |                        | Dick Durbin            |      | Az Amerikai Egyesült Államok Képviselőházának tagja                                                                                               | 1997. január 3.    | 2026        |
| Illinois        | 143x143px[halott link] | Tammy Duckworth        |      | Az Amerikai Egyesült Államok Képviselőházának tagja Az Amerikai Egyesült Államok helyettes veteránügyi minisztere Illinois veteránügyi minisztere | 2017. január 3.    | 2028        |
| Indiana         | 133x133px[halott link] | Todd Young             |      | Az Amerikai Egyesült Államok Képviselőházának tagja                                                                                               | 2017. január 3.    | 2028        |
| Indiana         |                        | Mike Braun             |      | Indiana Képviselőházának tagja Jasper megye iskolai igazgatóságának tagja                                                                         | 2019. január 3.    | 2024        |
| Iowa            | 125x125px[halott link] | Chuck Grassley         |      | Az Amerikai Egyesült Államok Képviselőházának tagja Iowa Képviselőházának tagja                                                                   | 1981. január 3.    | 2028        |
| Iowa            |                        | Joni Ernst             |      | Iowa szenátusának tagja | 2015. január 3.    | 2026        |
| Kalifornia      |                        | Adam Schiff            |      | Az Egyesült Államok Képviselőházának tagja Kalifornia szenátusának tagja                                                                          | 2024. december     | 2030        |
| Kalifornia      |                        | Alex Padilla           |      | Kalifornia főjegyzője Kalifornia szenátusának tagja Los Angeles városi tanácsának elnöke                                                          | 2021. január 20.   | 2023        |
| Kansas          | 145x145px[halott link] | Jerry Moran            |      | Az Amerikai Egyesült Államok Képviselőházának tagja Kansas szenátusának tagja                                                                     | 2011. január 3.    | 2028        |
| Kansas          |                        | Roger Marshall         |      | Az Amerikai Egyesült Államok Képviselőházának tagja                                                                                               | 2021. január 3.    | 2026        |
| Kentucky        |                        | Mitch McConnell        |      | Az Amerikai Egyesült Államok Igazságügyi Minisztériumának törvényhozói irodája Jefferson megye bírója                                             | 1985. január 3.    | 2026        |
| Kentucky        | 144x144px[halott link] | Rand Paul              |      | Nem volt korábbi politikai pozíciója | 2011. január 3.    | 2028        |
| Louisiana       |                        | Bill Cassidy           |      | Az Amerikai Egyesült Államok Képviselőházának tagja Louisiana szenátusának tagja                                                                  | 2015. január 3.    | 2026        |
| Louisiana       | 127x127px[halott link] | John Kennedy           |      | Louisiana kincstárnoka Louisiana Bevételi Minisztériumának minisztere                                                                             | 2017. január 3.    | 2028        |
| Maine           |                        | Susan Collins          |      | Maine helyettes kincstárnoka | 1997. január 3.    | 2026        |
| Maine           |                        | Angus King             | FÜGG | Maine kormányzója | 2013. január 3.    | 2024        |
| Maryland        |                        | Ben Cardin             |      | Az Amerikai Egyesült Államok Képviselőházának tagja Maryland delegátusi házának elnöke                                                            | 2007. január 3.    | 2024        |
| Maryland        | 133x133px[halott link] | Chris Van Hollen       |      | Az Amerikai Egyesült Államok Képviselőházának tagja Maryland Közgyűlésének tagja                                                                  | 2017. január 3.    | 2028        |
| Massachusetts   |                        | Elizabeth Warren       |      | COP-elnök Fogyasztóvédelmi Iroda tanácsadója | 2013. január 3.    | 2024        |
| Massachusetts   |                        | Ed Markey              |      | Az Amerikai Egyesült Államok Képviselőházának tagja Massachusetts Képviselőházának tagja                                                          | 2013. július 16.   | 2026        |
| Michigan        |                        | Debbie Stabenow        |      | Az Amerikai Egyesült Államok Képviselőházának tagja Michigan Képviselőházának tagja Michigan szenátusának tagja                                   | 2001. január 3.    | 2024        |
| Michigan        |                        | Gary Peters            |      | Az Amerikai Egyesült Államok Képviselőházának tagja Michigan szenátusának tagja                                                                   | 2015. január 3.    | 2026        |
| Minnesota       |                        | Amy Klobuchar          |      | Hennepin megye ügyésze | 2007. január 3.    | 2024        |
| Minnesota       |                        | Tina Smith             |      | Minnesota helyettes kormányzója | 2018. január 3.    | 2026        |
| Mississippi     |                        | Roger Wicker           |      | Az Amerikai Egyesült Államok Képviselőházának tagja Mississippi szenátusának tagja                                                                | 2007. december 31. | 2024        |
| Mississippi     |                        | Cindy Hyde-Smith       |      | Mississippi Mezőgazdasági minisztere Mississippi szenátusának tagja                                                                               | 2018. április 9.   | 2026        |
| Missouri        |                        | Eric Schmitt           |      | Missouri legfelsőbb ügyésze Missouri kincstárnoka                                                                                                 | 2023. január 3.    | 2028        |
| Missouri        |                        | Josh Hawley            |      | Missouri legfelsőbb ügyésze | 2019. január 3.    | 2024        |
| Montana         |                        | Jon Tester             |      | Montana szenátusának elnöke Big Sandy megye iskolai igazgatóságának tagja                                                                         | 2007. január 3.    | 2024        |
| Montana         |                        | Steve Daines           |      | Az Amerikai Egyesült Államok Képviselőházának tagja                                                                                               | 2015. január 3.    | 2026        |
| Nebraska        |                        | Deb Fischer            |      | Nebraska törvényhozásának tagja | 2013. január 3.    | 2024        |
| Nebraska        |                        | Pete Ricketts          |      | Nebraska 40. kormányzója A Republikánus Kormányzók Szövetségének elnöke                                                                           | 2023. január 23.   | 2027        |
| Nevada          | 133x133px[halott link] | Catherine Cortez-Masto |      | Nevada legfelsőbb ügyésze | 2017. január 3.    | 2028        |
| Nevada          |                        | Jacky Rosen            |      | Az Amerikai Egyesült Államok Képviselőházának tagja                                                                                               | 2019. január 3.    | 2024        |
| New Hampshire   |                        | Jeanne Shaheen         |      | New Hampshire kormányzója New Hampshire szenátusának tagja                                                                                        | 2009. január 3.    | 2026        |
| New Hampshire   | 138x138px[halott link] | Maggie Hassan          |      | New Hampshire kormányzója New Hampshire szenátusának tagja                                                                                        | 2017. január 3.    | 2028        |
| New Jersey      |                        | Andy Kim               |      | Az Egyesült Államok Képviselőházának tagja | 2024. december     | 2030        |
| New Jersey      |                        | Cory Booker            |      | Newark polgármestere Newark városi tanácsa | 2013. október 31.  | 2026        |
| New York        | 147x147px[halott link] | Chuck Schumer          |      | Az Amerikai Egyesült Államok Képviselőházának tagja New York állami közgyűlésének tagja                                                           | 1999. január 3.    | 2028        |
| New York        |                        | Kirsten Gillibrand     |      | Az Amerikai Egyesült Államok Képviselőházának tagja Az Amerikai Egyesült Államok Lakásügyi és városfejlesztési miniszterének tanácsadója          | 2009. január 26.   | 2024        |
| Nyugat-Virginia |                        | Joe Manchin            | FÜGG | Nyugat-Virginia kormányzója Nyugat-Virginia külügyminisztere Nyugat-Virginia delegátusi házának tagja Nyugat-Virginia szenátusának tagja          | 2010. november 15. | 2024        |
| Nyugat-Virginia |                        | Shelley Moore Capito   |      | Az Amerikai Egyesült Államok Képviselőházának tagja Nyugat-Virginia delegátusi házának tagja                                                      | 2015. január 3.    | 2026        |
| Ohio            |                        | Sherrod Brown          |      | Az Amerikai Egyesült Államok Képviselőházának tagja Ohio külügyminisztere Ohio képviselőházának tagja                                             | 2007. január 3.    | 2024        |
| Ohio            |                        | J. D. Vance            |      | Nem volt korábbi politikai pozíciója | 2023. január 3.    | 2028        |
| Oklahoma        |                        | Markwayne Mullin       |      | Az Amerikai Egyesült Államok Képviselőházának tagja                                                                                               | 2023. január 3.    | 2028        |
| Oklahoma        | 131x131px[halott link] | James Lankford         |      | Az Amerikai Egyesült Államok Képviselőházának tagja                                                                                               | 2015. január 3.    | 2028        |
| Oregon          | 131x131px[halott link] | Ron Wyden              |      | Az Amerikai Egyesült Államok Képviselőházának tagja                                                                                               | 1996. február 6.   | 2028        |
| Oregon          |                        | Jeff Merkley           |      | Oregon Képviselőházának elnöke | 2009. január 3.    | 2026        |
| Pennsylvania    |                        | Bob Casey Jr.          |      | Pennsylvania kincstárnoka Pennsylvania számvevője                                                                                                 | 2007. január 3.    | 2024        |
| Pennsylvania    |                        | John Fetterman         |      | Pennsylvania helyettes kormányzója Braddock polgármestere                                                                                         | 2023. január 3.    | 2028        |
| Rhode Island    |                        | Jack Reed              |      | Az Amerikai Egyesült Államok Képviselőházának tagja Rhode Island szenátusának tagja                                                               | 1997. január 3.    | 2026        |
| Rhode Island    |                        | Sheldon Whitehouse     |      | Rhode Islan legfelsőbb ügyésze Az Amerikai Egyesült Államok ügyésze                                                                               | 2007. január 3.    | 2024        |
| Tennessee       |                        | Marsha Blackburn       |      | Az Amerikai Egyesült Államok Képviselőházának tagja Tennessee szenátusának tagja                                                                  | 2019. január 3.    | 2024        |
| Tennessee       |                        | Bill Hagerty           |      | Az Amerikai Egyesült Államok Japán nagykövete Tennessee Gazdasági és közösségi fejlesztésének minisztere                                          | 2021. január 3.    | 2026        |
| Texas           |                        | John Cornyn            |      | San Antonio kerületi ügyésze Texas legfelsőbb ügyésze Texas legfelsőbb ügyészségének tagja                                                        | 2002. december 2.  | 2026        |
| Texas           |                        | Ted Cruz               |      | Az Egyesült Államok helyettes főügyésze Texas legfelsőbb államügyésze                                                                             | 2013. január 3.    | 2024        |
| Új-Mexikó       |                        | Martin Heinrich        |      | Az Amerikai Egyesült Államok Képviselőházának tagja Albuquerque önkormányzatának tagja                                                            | 2013. január 3.    | 2024        |
| Új-Mexikó       |                        | Ben Ray Luján          |      | Az Amerikai Egyesült Államok Képviselőházának tagja                                                                                               | 2021. január 3.    | 2026        |
| Utah            | 126x126px[halott link] | Mike Lee               |      | Az Amerikai Egyesült Államok helyettes ügyésze | 2011. január 3.    | 2028        |
| Utah            |                        | Mitt Romney            |      | Massachusetts kormányzója | 2019. január 3.    | 2024        |
| Vermont         |                        | Peter Welch            |      | Az Amerikai Egyesült Államok Képviselőházának tagja Vermont szenátusának pro tempore elnöke                                                       | 2023. január 3.    | 2028        |
| Vermont         |                        | Bernie Sanders         | FÜGG | Az Amerikai Egyesült Államok Képviselőházának tagja Burlington polgármestere                                                                      | 2007. január 3.    | 2024        |
| Virginia        |                        | Mark Warner            |      | Virginia kormányzója Virginiai Demokrata Párt igazgatója                                                                                          | 2009. január 3.    | 2026        |
| Virginia        |                        | Tim Kaine              |      | Virginia kormányzója Virginia helyettes kormányzója A Demokrata Nemzeti Bizottság igazgatója Richmond polgármestere                               | 2013. január 3.    | 2024        |
| Washington      | 132x132px[halott link] | Patty Murray           |      | Washington szenátusának tagja | 1993. január 3.    | 2028        |
| Washington      |                        | Maria Cantwell         |      | Az Amerikai Egyesült Államok Képviselőházának tagja Washington képviselőházának tagja                                                             | 2001. január 3.    | 2024        |
| Wisconsin       | 129x129px[halott link] | Ron Johnson            |      | Nem volt korábbi politikai pozíciója | 2011. január 3.    | 2028        |
| Wisconsin       |                        | Tammy Baldwin          |      | Az Amerikai Egyesült Államok Képviselőházának tagja Wisconsin közgyűlésének tagja                                                                 | 2013. január 3.    | 2024        |
| Wyoming         |                        | John Barrasso          |      | Wyoming szenátusának tagja | 2007. június 25.   | 2024        |
| Wyoming         |                        | Cynthia Lummis         |      | Az Amerikai Egyesült Államok Képviselőházának tagja Wyoming kincstárnoka Wyoming szenátusának tagja Wyoming képviselőházának tagja                | 2021. január 3.    | 2026        |

## A Képviselőház tagjainak listája
Mind a 435 képviselőt a 2022-es választáson választották meg, 2022. november 8-án.
| Körzet                              | Tag | Párt | Tanulmányok | Hivatalbalépés | Lakhely | Kor (kongresszus kezdete)                                                                                          |
| ----------------------------------- | --- | --- | --- | --- | --- | --- |
| Alabama 1.                          | Jerry Carl | | - Florida Gateway Egyetem | 2021 | Mobile | 1958. június 17. (64 évesen)                                                                                       |
| Alabama 2.                          | Barry Moore | | - Enterprise State Közösségi Főiskola (AS) - Auburn Egyetem (BS)                                                                                     | 2021 | Enterprise | 1966. szeptember 26. (56 évesen)                                                                                   |
| Alabama 3.                          | Mike Rogers | | - Jacksonville-i Állami Egyetem (BA, MPA) - Birminghami Jogi Iskola (JD)                                                                             | 2003 | Anniston | 1958. július 16. (64 évesen)                                                                                       |
| Alabama 4.                          | Robert Aderholt | | - Észak-alabamai Egyetem - Birmingham–Southern Főiskola (BA) - Samford Egyetem (JD)                                                                  | 1997 | Haleyville | 1965. július 22. (57 évesen)                                                                                       |
| Alabama 5.                          | Dale Strong | | - Athens-i Állami Egyetem (BS) | 2023 | | 1970. május 8. (52 évesen)                                                                                         |
| Alabama 6.                          | Gary Palmer | | - Alabamai Egyetem (BS) | 2015 | Hoover | 1954. május 14. (68 évesen)                                                                                        |
| Alabama 7.                          | Terri Sewell | | - Princetoni Egyetem (BA) - St Hilda’s Főiskola, Oxford (MA) - Harvard Egyetem (JD)                                                                  | 2011 | Birmingham | 1965. január 1. (58 évesen)                                                                                        |
| Alaszka 1.                          | Mary Peltola | | – | 2022 | | 1973. augusztus 31. (49 évesen)                                                                                    |
| Arizona 1.                          | David Schweikert                                                                                                   | | - Arizonai Állami Egyetem, Tempe (BS, MBA) | 2011 | Fountain Hills | 1962. március 3. (60 évesen)                                                                                       |
| Arizona 2.                          | Eli Crane | | - Arizona Western Főiskola - Arizonai Egyetem | 2023 | | 1980. január 3. (43 évesen)                                                                                        |
| Arizona 3.                          | Ruben Gallego | | - Harvard Egyetem (BA) | 2015 | Phoenix | 1979. november 20. (43 évesen)                                                                                     |
| Arizona 4.                          | Greg Stanton | | - Marquette Egyetem (BA) - Michigani Egyetem (JD) | 2019 | Phoenix | 1970. március 8. (52 évesen)                                                                                       |
| Arizona 5.                          | Andy Biggs | | - Brigham Young Egyetem (BA) - Arizonai Egyetem (JD) - Arizonai Állami Egyetem, Phoenix (MA)                                                         | 2017 | Gilbert | 1958. november 7. (64 évesen)                                                                                      |
| Arizona 6.                          | Juan Ciscomani | | – | 2023 | | 1982. augusztus 31. (40 évesen)                                                                                    |
| Arizona 7.                          | Raúl Grijalva | | - Arizonai Egyetem (BA) | 2003 | Tucson | 1948. február 19. (74 évesen)                                                                                      |
| Arizona 8.                          | Debbie Lesko | | - Wisconsin–Madison Egyetem (BA) | 2018 (speciális)                                                                                                   | Peoria | 1958. november 14. (64 évesen)                                                                                     |
| Arizona 9.                          | Paul Gosar | | - Creightoni Egyetem (BS, DDS) | 2011 | Prescott | 1958. november 27. (64 évesen)                                                                                     |
| Arkansas 1.                         | Rick Crawford | | - Arkansas-i Állami Egyetem (BS) | 2011 | Jonesboro | 1966. január 22. (56 évesen)                                                                                       |
| Arkansas 2.                         | French Hill | | - Vanderbilt Egyetem (BS) | 2015 | Little Rock | 1956. december 5. (66 évesen)                                                                                      |
| Arkansas 3.                         | Steve Womack | | - Arkansas Tech Egyetem (BA) | 2011 | Rogers | 1957. február 18. (65 évesen)                                                                                      |
| Arkansas 4.                         | Bruce Westerman | | - Arkansas-i Egyetem (BS) - Yale Egyetem (MS) | 2015 | Hot Springs | 1967. november 18. (55 évesen)                                                                                     |
| Colorado 1.                         | Diana DeGette | | - Coloradói Főiskola (BA) - New York Egyetem (JD) | 1997 | Denver | 1957. július 29. (65 évesen)                                                                                       |
| Colorado 2.                         | Joe Neguse | | - Coloradói Egyetem, Boulder (BA, JD) | 2019 | Lafayette | 1984. május 13. (38 évesen)                                                                                        |
| Colorado 3.                         | Lauren Boebert | | – | 2021 | Silt | 1986. december 15. (36 évesen)                                                                                     |
| Colorado 4.                         | Greg Lopez | | - Új-mexikói Állami Egyetem (AAS) | 2024 | | 1964. június 7. (58 évesen)                                                                                        |
| Colorado 5.                         | Doug Lamborn | | - Kansasi Egyetem (BS, JD) | 2007 | Colorado Springs                                                                                                   | 1954. május 24. (68 évesen)                                                                                        |
| Colorado 6.                         | Jason Crow | | - Wisconsin–Madison Egyetem (BA) - Denveri Egyetem (JD)                                                                                              | 2019 | Aurora | 1979. március 15. (43 évesen)                                                                                      |
| Colorado 7.                         | Brittany Pettersen                                                                                                 | | - Denveri Metropolitan Állami Egyetem (BA) | 2023 | | 1981. december 6. (41 évesen)                                                                                      |
| Colorado 8.                         | Yadira Caraveo | | - Regis Egyetem (BS) - Coloradói Egyetem, Denver (MD)                                                                                                | 2023 | | 1980. december 23. (42 évesen)                                                                                     |
| Connecticut 1.                      | John B. Larson | | - Central Connecticut Állami Egyetem (BA) | 1999 | East Hartford | 1948. július 22. (74 évesen)                                                                                       |
| Connecticut 2.                      | Joe Courtney | | - Tufts Egyetem (BA) - Connecticuti Egyetem (JD) | 2007 | Vernon | 1953. április 6. (69 évesen)                                                                                       |
| Connecticut 3.                      | Rosa DeLauro | | - Marymounti Főiskola, Tarrytown (BA) - Londoni Közgazdasági Egyetem (MA) - Columbia Egyetem (MA)                                                    | 1991 | New Haven | 1943. március 2. (79 évesen)                                                                                       |
| Connecticut 4.                      | Jim Himes | | - Harvard Egyetem (BA) - St Edmund Hall, Oxford (MPhil)                                                                                              | 2009 | Cos Cob | 1966. július 5. (56 évesen)                                                                                        |
| Connecticut 5.                      | Jahana Hayes | | - Naugatuck Valley Közösségi Főiskola - Dél-connecticuti Állami Egyetem (BA) - Saint Joseph Egyetem (MA) - Bridgeporti Egyetem (SYC)                 | 2019 | Wolcott | 1973. március 8. (49 évesen)                                                                                       |
| Delaware 1.                         | Lisa Blunt Rochester                                                                                               | | - Fairleigh Dickinson Egyetem (BA) - Delaware-i Egyetem (MA)                                                                                         | 2017 | Wilmington | 1962. február 10. (60 évesen)                                                                                      |
| Dél-Dakota 1.                       | Dusty Johnson | | - Dél-dakotai Egyetem (BA) - Kansasi Egyetem (MPA)                                                                                                   | 2019 | Mitchell | 1976. szeptember 30. (46 évesen)                                                                                   |
| Dél-Karolina 1.                     | Nancy Mace | | - The Citadel (BS) - Georgiai Egyetem (MS) | 2021 | Charleston | 1977. december 4. (45 évesen)                                                                                      |
| Dél-Karolina 2.                     | Joe Wilson | | - Washington and Lee Egyetem (BA) - Dél-karolinai Egyetem (JD)                                                                                       | 2001 (speciális)                                                                                                   | Springdale | 1947. július 31. (75 évesen)                                                                                       |
| Dél-Karolina 3.                     | Jeff Duncan | | - Clemson Egyetem (BA) | 2011 | Laurens | 1966. január 7. (56 évesen)                                                                                        |
| Dél-Karolina 4.                     | William Timmons | | - George Washington Egyetem (BA) - Dél-karolinai Egyetem (MA, JD)                                                                                    | 2019 | Greenville | 1984. április 30. (38 évesen)                                                                                      |
| Dél-Karolina 5.                     | Ralph Norman | | - Presbyterian Főiskola (BS) | 2017 (speciális)                                                                                                   | Rock Hill | 1953. június 20. (69 évesen)                                                                                       |
| Dél-Karolina 6.                     | Jim Clyburn | | - Dél-karolinai Állami Egyetem (BA) | 1993 | Columbia | 1940. július 21. (82 évesen)                                                                                       |
| Dél-Karolina 7.                     | Russell Fry | | - Dél-karolinai Egyetem (BA) - Charleston Jogi Iskola (JD)                                                                                           | 2023 | | 1985. január 31. (37 évesen)                                                                                       |
| Észak-Dakota 1.                     | Széküresedés | Széküresedés | Széküresedés | Széküresedés | Széküresedés | Széküresedés |
| Észak-Karolina 1.                   | Don G. Davis | | - Egyesült Államok Légierejének Akadémiája (BS) - Central Michigan Egyetem (MS) - Kelet-karolinai Egyetem (MA, EdD)                                  | 2023 | | 1971. augusztus 29. (51 évesen)                                                                                    |
| Észak-Karolina 2.                   | Deborah Ross | | - Brown Egyetem (AB) - Észak-karolinai Egyetem, Chapel Hill (JD)                                                                                     | 2021 | Raleigh | 1963. június 20. (59 évesen)                                                                                       |
| Észak-Karolina 3.                   | Greg Murphy | | - Davidson Főiskola (BA) - Észak-karolinai Egyetem, Chapel Hill (MD)                                                                                 | 2019 (speciális)                                                                                                   | Greenville | 1963. március 5. (59 évesen)                                                                                       |
| Észak-Karolina 4.                   | Valerie Foushee | | - Észak-karolinai Egyetem, Chapel Hill (BA) | 2023 | | 1956. május 7. (66 évesen)                                                                                         |
| Észak-Karolina 5.                   | Virginia Foxx | | - Észak-karolinai Egyetem, Chapel Hill (BA) - Észak-karolinai Egyetem, Greensboro (MA, EdD)                                                          | 2005 | Banner Elk | 1943. június 29. (79 évesen)                                                                                       |
| Észak-Karolina 6.                   | Kathy Manning | | - Harvard Egyetem (AB) - Michigani Egyetem (JD) | 2021 | Greensboro | 1956. december 3. (66 évesen)                                                                                      |
| Észak-Karolina 7.                   | David Rouzer | | - Észak-karolinai Állami Egyetem (BS) | 2015 | Wilmington | 1972. február 16. (50 évesen)                                                                                      |
| Észak-Karolina 8.                   | Dan Bishop | | - Észak-karolinai Egyetem, Chapel Hill (BA, JD) | 2019 (speciális)                                                                                                   | Charlotte | 1964. július 1. (58 évesen)                                                                                        |
| Észak-Karolina 9.                   | Richard Hudson | | - Észak-karolinai Egyetem, Charlotte (BA) | 2013 | Concord | 1971. november 4. (51 évesen)                                                                                      |
| Észak-Karolina 10.                  | Patrick McHenry | | - Észak-karolinai Állami Egyetem - Belmont Abbey Egyetem (BA)                                                                                        | 2005 | Lake Norman | 1975. október 22. (47 évesen)                                                                                      |
| Észak-Karolina 11.                  | Chuck Edwards | | - Blue Ridge Közösségi Főiskola | 2023 | | 1960. szeptember 13. (62 évesen)                                                                                   |
| Észak-Karolina 12.                  | Alma Adams | | - Észak-karolinai A&T Állami Egyetem (BS, MS) - Ohio Állami Egyetem (PhD)                                                                            | 2014 (speciális)                                                                                                   | Charlotte | 1946. május 27. (76 évesen)                                                                                        |
| Észak-Karolina 13.                  | Wiley Nickel | | - Tulane Egyetem (BA) - Pepperdine Egyetem (JD) | 2023 | | 1975. november 23. (47 évesen)                                                                                     |
| Észak-Karolina 14.                  | Széküresedés | Széküresedés | Széküresedés | Széküresedés | Széküresedés | Széküresedés |
| Florida 1.                          | Széküresedés | Széküresedés | Széküresedés | Széküresedés | Széküresedés | Széküresedés |
| Florida 2.                          | Neal Dunn | | - Washington and Lee Egyetem (BS) - George Washington Egyetem (MD)                                                                                   | 2017 | Panama City | 1953. február 16. (69 évesen)                                                                                      |
| Florida 3.                          | Kat Cammack | | - Metropolitan Állami Egyetem, Denver (BA) - Naval War Egyetem (MS)                                                                                  | 2021 | Gainesville | 1988. február 16. (34 évesen)                                                                                      |
| Florida 4.                          | Aaron Bean | | - Jacksonville-i Egyetem (BS) | 2023 | | 1967. január 25. (55 évesen)                                                                                       |
| Florida 5.                          | John Rutherford | | - Florida State College - Floridai Állami Egyetem (BS)                                                                                               | 2017 | Jacksonville | 1952. szeptember 2. (70 évesen)                                                                                    |
| Florida 6.                          | Michael Waltz | | - Virginia Katonai Intézmény (BS) | 2019 | St. Augustine Beach                                                                                                | 1974. január 31. (48 évesen)                                                                                       |
| Florida 7.                          | Cory Mills | | - Floridai Állami Egyetem, Jacksonville (AA) - Amerikai Katonai Főiskola (BS, MA)                                                                    | 2023 | | 1980. július 13. (42 évesen)                                                                                       |
| Florida 8.                          | Bill Posey | | - Kelet-floridai Állami Egyetem | 2009 | Rockledge | 1947. december 18. (75 évesen)                                                                                     |
| Florida 9.                          | Darren Soto | | - Rutgers Egyetem, New Brunswick (BA) - George Washington Egyetem (JD)                                                                               | 2017 | Kissimmee | 1978. február 25. (44 évesen)                                                                                      |
| Florida 10.                         | Maxwell Frost | | - Valencia Főiskola | 2023 | | 1997. január 17. (25 évesen)                                                                                       |
| Florida 11.                         | Daniel Webster | | - Georgiai Technológiai Intézmény (BS) | 2011 | Clermont | 1949. április 27. (73 évesen)                                                                                      |
| Florida 12.                         | Gus Bilirakis | | - Saint Petersburgi Egyetem - Floridai Egyetem (BA) - Stetson Egyetem (JD)                                                                           | 2007 | Palm Harbor | 1963. február 8. (59 évesen)                                                                                       |
| Florida 13.                         | Anna Paulina Luna                                                                                                  | | - Nyugat-floridai Egyetem (BS) | 2023 | | 1989. május 6. (33 évesen)                                                                                         |
| Florida 14.                         | Kathy Castor | | - Emory Egyetem (BA) - Floridai Állami Egyetem (JD)                                                                                                  | 2007 | Tampa | 1966. augusztus 20. (56 évesen)                                                                                    |
| Florida 15.                         | Laurel M. Lee | | - Floridai Egyetem (BA, JD) | 2023 | | 1974. március 26. (48 évesen)                                                                                      |
| Florida 16.                         | Vern Buchanan | | - Cleary Egyetem (BA) - Detroit Mercy Egyetem (MBA)                                                                                                  | 2007 | Sarasota | 1951. május 8. (71 évesen)                                                                                         |
| Florida 17.                         | Greg Steube | | - Floridai Egyetem (BS, JD) | 2019 | Sarasota | 1978. május 19. (44 évesen)                                                                                        |
| Florida 18.                         | Scott Franklin | | - Amerikai Haditengerészeti Egyetem (BA) - Embry–Riddle Aeronautical University (MBA)                                                                | 2021 | Lakeland | 1964. augusztus 23. (58 évesen)                                                                                    |
| Florida 19.                         | Byron Donalds | | - Floridai Állami Egyetem (BS) | 2021 | Naples | 1978. október 26. (44 évesen)                                                                                      |
| Florida 20.                         | Sheila Cherfilus-McCormick                                                                                         | | - Howard Egyetem (BA) - St. Thomas Egyetem (JD) | 2022 | | 1979. január 25. (43 évesen)                                                                                       |
| Florida 21.                         | Brian Mast | | - Palm Beach Atlantic Egyetem - Amerikai Katonai Egyetem - Harvard Egyetem (BLA)                                                                     | 2017 | Palm City | 1980. július 10. (42 évesen)                                                                                       |
| Florida 22.                         | Lois Frankel | | - Bostoni Egyetem (BA) - Georgetowni Egyetem (JD) | 2013 | West Palm Beach | 1948. május 16. (74 évesen)                                                                                        |
| Florida 23.                         | Jared Moskowitz | | - George Washington Egyetem (BS) - Nova Southeastern Egyetem (JD)                                                                                    | 2023 | | 1980. december 18. (42 évesen)                                                                                     |
| Florida 24.                         | Frederica Wilson                                                                                                   | | - Fisk Egyetem (BA) - Miami Egyetem (MA) | 2011 | Miami Gardens | 1942. november 5. (80 évesen)                                                                                      |
| Florida 25.                         | Debbie Wasserman Schultz                                                                                           | | - Floridai Egyetem (BA, MA) | 2005 | Weston | 1966. szeptember 27. (56 évesen)                                                                                   |
| Florida 26.                         | Mario Díaz-Balart                                                                                                  | | - Dél-floridai Egyetem (BA) | 2003 | Miami | 1961. szeptember 25. (61 évesen)                                                                                   |
| Florida 27.                         | Maria Elvira Salazar                                                                                               | | - Miami Dade Főiskola - Miami Egyetem (BA) - Harvard Egyetem (MPA)                                                                                   | 2021 | Miami | 1961. november 1. (61 évesen)                                                                                      |
| Florida 28.                         | Carlos Giménez | | - Barry Egyetem (BPA) | 2021 | Miami | 1954. január 17. (68 évesen)                                                                                       |
| Georgia 1.                          | Buddy Carter | | - Young Harris Főiskola - Georgiai Egyetem (BS) | 2015 | Pooler | 1957. szeptember 6. (65 évesen)                                                                                    |
| Georgia 2.                          | Sanford Bishop | | - Morehouse Főiskola (BA) - Emory Egyetem (JD) | 1993 | Albany | 1947. február 4. (75 évesen)                                                                                       |
| Georgia 3.                          | Drew Ferguson | | - Georgiai Egyetem (BS) - Augusta Egyetem (DMD) | 2017 | West Point | 1966. november 15. (56 évesen)                                                                                     |
| Georgia 4.                          | Hank Johnson | | - Clark Atlanta Egyetem (BA) - Texas Southern Egyetem (JD)                                                                                           | 2007 | Lithonia | 1954. október 2. (68 évesen)                                                                                       |
| Georgia 5.                          | Nikema Williams | | - Talladega Főiskola (BA) | 2021 | Atlanta | 1978. július 30. (44 évesen)                                                                                       |
| Georgia 6.                          | Rich McCormick | | - Oregoni Állami Egyetem (BS) - Morehouse Gyógyszerészeti Iskola (MD) - National Egyetem (MBA)                                                       | 2023 | | 1968. október 7. (54 évesen)                                                                                       |
| Georgia 7.                          | Lucy McBath | | - Virginiai Állami Egyetem (BA) | 2019 | Marietta | 1960. június 1. (62 évesen)                                                                                        |
| Georgia 8.                          | Austin Scott | | - Georgiai Egyetem (BA) | 2011 | Tifton | 1969. december 10. (53 évesen)                                                                                     |
| Georgia 9.                          | Andrew Clyde | | - Notre Dame Egyetem (BA) - Bethel Egyetem (BBA) - Georgiai Egyetem (MBA)                                                                            | 2021 | Athens | 1963. november 22. (59 évesen)                                                                                     |
| Georgia 10.                         | Mike Collins | | - Georgiai Állami Egyetem (BA) | 2023 | | 1967. július 2. (55 évesen)                                                                                        |
| Georgia 11.                         | Barry Loudermilk                                                                                                   | | - Air Egyetem - Wayland Baptista Egyetem (BS) | 2015 | Cassville | 1963. december 22. (59 évesen)                                                                                     |
| Georgia 12.                         | Rick W. Allen | | - Auburn Egyetem (BS) | 2015 | Augusta | 1951. november 7. (71 évesen)                                                                                      |
| Georgia 13.                         | David Scott | | - Florida A&M Egyetem (BA) - Pennsylvaniai Egyetem (MBA)                                                                                             | 2003 | Atlanta | 1945. június 27. (77 évesen)                                                                                       |
| Georgia 14.                         | Marjorie Taylor Greene                                                                                             | | - Georgiai Egyetem (BBA) | 2021 | Rome | 1974. augusztus 27. (48 évesen)                                                                                    |
| Hawaii 1.                           | Ed Case | | - Williams Főiskola (BA) - Kaliforniai Egyetem, Hastings (JD)                                                                                        | 2019 | Kaneohe | 1952. szeptember 27. (70 évesen)                                                                                   |
| Hawaii 2.                           | Jill Tokuda | | - George Washington Egyetem (BA) | 2023 | | 1976. március 3. (46 évesen)                                                                                       |
| Idaho 1.                            | Russ Fulcher | | - Boise Állami Egyetem (BA, MBA) | 2019 | Meridian | 1962. március 9. (60 évesen)                                                                                       |
| Idaho 2.                            | Mike Simpson | | - Utah Állami Egyetem (BS) - Washington Egyetem, St. Louis (DMD)                                                                                     | 1999 | Idaho Falls | 1950. szeptember 8. (72 évesen)                                                                                    |
| Illinois 1.                         | Jonathan Jackson                                                                                                   | | - Észak-karolinai A&T Állami Egyetem (BA) - Northwestern Egyetem (MBA)                                                                               | 2023 | | 1966. január 7. (56 évesen)                                                                                        |
| Illinois 2.                         | Robin Kelly | | - Bradley Egyetem (BA, MA) - Észak-illinois-i Egyetem (PhD)                                                                                          | 2013 (speciális)                                                                                                   | Matteson | 1956. április 30. (66 évesen)                                                                                      |
| Illinois 3.                         | Delia Ramirez | | - Northeastern Illinois Egyetem (BA) | 2023 | | 1983. június 2. (39 évesen)                                                                                        |
| Illinois 4.                         | Chuy García | | - Illinois-i Egyetem, Chicago (BA, MUP) | 2019 | Chicago | 1956. április 12. (66 évesen)                                                                                      |
| Illinois 5.                         | Mike Quigley | | - Roosevelt Egyetem (BA) - Chicagói Egyetem (MPP) - Loyola Egyetem, Chicago (JD)                                                                     | 2009 (speciális)                                                                                                   | Chicago | 1958. október 17. (64 évesen)                                                                                      |
| Illinois 6.                         | Sean Casten | | - Middlebury Főiskola (BA) - Dartmouth Főiskola (MSEM, MS)                                                                                           | 2019 | Downers Grove | 1971. november 23. (51 évesen)                                                                                     |
| Illinois 7.                         | Danny K. Davis | | - Arkansas-i Egyetem, Pine Bluff (BA) - Chicagói Állami Egyetem (MS) - Union Institute & University (PhD)                                            | 1997 | Chicago | 1941. szeptember 6. (81 évesen)                                                                                    |
| Illinois 8.                         | Raja Krishnamoorthi                                                                                                | | - Princetoni Egyetem (BS) - Harvard Egyetem (JD) | 2017 | Schaumburg | 1973. július 19. (49 évesen)                                                                                       |
| Illinois 9.                         | Jan Schakowsky | | - Illinois-i Egyetem, Urbana–Champaign (BS) | 1999 | Evanston | 1944. május 26. (78 évesen)                                                                                        |
| Illinois 10.                        | Brad Schneider | | - Northwestern Egyetem (BS, MBA) | 2017 | Deerfield | 1961. augusztus 20. (61 évesen)                                                                                    |
| Illinois 11.                        | Bill Foster | | - Wisconsin–Madison Egyetem (BS) - Harvard Egyetem (MS, PhD)                                                                                         | 2013 | Naperville | 1955. október 7. (67 évesen)                                                                                       |
| Illinois 12.                        | Mike Bost | | – | 2015 | Murphysboro | 1960. december 30. (62 évesen)                                                                                     |
| Illinois 13.                        | Nikki Budzinski | | - Illinois-i Egyetem, Urbana–Champaign (BS) | 2023 | | 1977. március 11. (45 évesen)                                                                                      |
| Illinois 14.                        | Lauren Underwood                                                                                                   | | - Michigani Egyetem (BSN) - Johns Hopkins Egyetem (MSN, MPH)                                                                                         | 2019 | Naperville | 1986. október 4. (36 évesen)                                                                                       |
| Illinois 15.                        | Mary Miller | | - Kelet-illinois-i Egyetem (BA, BS) | 2021 | Oakland | 1959. augusztus 27. (63 évesen)                                                                                    |
| Illinois 16.                        | Darin LaHood | | - Loras Főiskola (BA) - John Marshall Jogi Iskola, Chicago (JD)                                                                                      | 2015 (speciális)                                                                                                   | Peoria | 1968. július 5. (54 évesen)                                                                                        |
| Illinois 17.                        | Eric Sorensen | | - Észak-illinois-i Egyetem (BS) | 2023 | | 1976. március 18. (46 évesen)                                                                                      |
| Indiana 1.                          | Frank J. Mrvan | | - Ball Állami Egyetem (BS) | 2021 | Highland | 1969. április 16. (53 évesen)                                                                                      |
| Indiana 2.                          | Rudy Yakym | | - Indianai Egyetem, South Bend (AS, BS) - Notre Dame Egyetem (MBA)                                                                                   | 2023 | | 1984. február 24. (38 évesen)                                                                                      |
| Indiana 3.                          | Jim Banks | | - Indianai Egyetem, Bloomington (BA) - Grace College & Seminary (MBA)                                                                                | 2017 | Columbia City | 1979. július 16. (43 évesen)                                                                                       |
| Indiana 4.                          | Jim Baird | | - Purdue Egyetem, West Lafayette (BS, MS) - Kentucky Egyetem (PhD)                                                                                   | 2019 | Greencastle | 1945. június 4. (77 évesen)                                                                                        |
| Indiana 5.                          | Victoria Spartz | | - Kijevi Nemzeti Közgazdasági Egyetem (BS, MBA) - Indianai Egyetem, Indianapolis (MAcc)                                                              | 2021 | Noblesville | 1978. október 6. (44 évesen)                                                                                       |
| Indiana 6.                          | Greg Pence | | - Loyola Egyetem, Chicago (BA, MBA) | 2019 | Columbus | 1956. november 14. (66 évesen)                                                                                     |
| Indiana 7.                          | André Carson | | - Wisconsini Concordia Egyetem (BA) - Indianai Wesleyan Egyetem (MS)                                                                                 | 2008 (speciális)                                                                                                   | Indianapolis | 1974. október 16. (48 évesen)                                                                                      |
| Indiana 8.                          | Larry Bucshon | | - Illinois-i Egyetem, Urbana–Champaign (BS) - Illinois-i Egyetem, Chicago (MD)                                                                       | 2011 | Evansville | 1962. május 31. (60 évesen)                                                                                        |
| Indiana 9.                          | Erin Houchin | | - Indianai Egyetem, Bloomington (BS) - George Washington Egyetem (MA)                                                                                | 2023 | | 1976. szeptember 24. (46 évesen)                                                                                   |
| Iowa 1.                             | Mariannette Miller-Meeks                                                                                           | | - Texasi Keresztény Egyetem (BS) - Dél-kaliforniai Egyetem (MS) - Texasi Egyetem, San Antonio (MD)                                                   | 2021 | Ottumwa | 1955. szeptember 6. (67 évesen)                                                                                    |
| Iowa 2.                             | Ashley Hinson | | - Dél-kaliforniai Egyetem (BA) | 2021 | Marion | 1983. június 27. (39 évesen)                                                                                       |
| Iowa 3.                             | Zach Nunn | | - Drake Egyetem (BA) - Air Egyetem (MMAS) - Cambridge-i Egyetem (MSt)                                                                                | 2023 | | 1979. május 4. (43 évesen)                                                                                         |
| Iowa 4.                             | Randy Feenstra | | - Dordt Egyetem (BA) - Iowa Állami Egyetem (MPA) | 2021 | Hull | 1969. január 14. (53 évesen)                                                                                       |
| Kalifornia 1.                       | Doug LaMalfa | | - Butte Főiskola - Kaliforniai Politechnikai Állami Egyetem (BS)                                                                                     | 2013 | Oroville | 1960. július 2. (62 évesen)                                                                                        |
| Kalifornia 2.                       | Jared Huffman | | - Kaliforniai Egyetem, Santa Barbara (BA) - Bostoni Egyetem (JD)                                                                                     | 2013 | San Rafael | 1964. február 18. (58 évesen)                                                                                      |
| Kalifornia 3.                       | Kevin Kiley | | - Harvard Egyetem (BA) - Yale Egyetem (JD) - Loyola Marymount Egyetem (MA)                                                                           | 2023 | | 1985. január 30. (37 évesen)                                                                                       |
| Kalifornia 4.                       | Mike Thompson | | - Napa Valley Főiskola - Kaliforniai Állami Egyetem, Chico (BA, MPA)                                                                                 | 1999 | St. Helena | 1951. január 24. (71 évesen)                                                                                       |
| Kalifornia 5.                       | Tom McClintock | | - Kaliforniai Egyetem, Los Angeles (BA) | 2009 | Elk Grove | 1956. július 10. (66 évesen)                                                                                       |
| Kalifornia 6.                       | Ami Bera | | - Kaliforniai Egyetem, Irvine (BS, MD) | 2013 | Elk Grove | 1965. március 2. (57 évesen)                                                                                       |
| Kalifornia 7.                       | Doris Matsui | | - Kaliforniai Egyetem, Berkeley (BA) | 2005 (speciális)                                                                                                   | Sacramento | 1944. szeptember 25. (78 évesen)                                                                                   |
| Kalifornia 8.                       | John Garamendi | | - Kaliforniai Egyetem, Berkeley (BA) - Harvard Egyetem (MBA)                                                                                         | 2009 (speciális)                                                                                                   | Walnut Grove | 1945. január 24. (77 évesen)                                                                                       |
| Kalifornia 9.                       | Josh Harder | | - Stanford Egyetem (BA) - Harvard Egyetem (MBA, MPP)                                                                                                 | 2019 | Turlock | 1986. augusztus 1. (36 évesen)                                                                                     |
| Kalifornia 10.                      | Mark DeSaulnier | | - Holy Cross Főiskola (BA) | 2015 | Concord | 1952. március 31. (70 évesen)                                                                                      |
| Kalifornia 11.                      | Nancy Pelosi | | - Trinity Washington Egyetem (BA) | 1987 (speciális)                                                                                                   | San Francisco | 1940. március 26. (82 évesen)                                                                                      |
| Kalifornia 12.                      | Barbara Lee | | - Mills Főiskola (BA) - Kaliforniai Egyetem, Berkeley (MSW)                                                                                          | 1998 (speciális)                                                                                                   | Oakland | 1946. július 16. (76 évesen)                                                                                       |
| Kalifornia 13.                      | John Duarte | | – | 2023 | | 1966. szeptember 9. (56 évesen)                                                                                    |
| Kalifornia 14.                      | Eric Swalwell | | - Campbell Egyetem - Marylandi Egyetem, College Park (BA) - Marylandi Egyetem, Baltimore (JD)                                                        | 2013 | Dublin | 1980. november 16. (42 évesen)                                                                                     |
| Kalifornia 15.                      | Kevin Mullin | | San Franciscó-i Egyetem (BA) San Franciscó-i Állam Egyetem (MPA)                                                                                     | 2023 | | 1970. június 15. (52 évesen)                                                                                       |
| Kalifornia 16.                      | Anna Eshoo | | - Cañada Főiskola | 1993 | Atherton | 1942. december 13. (80 évesen)                                                                                     |
| Kalifornia 17.                      | Ro Khanna | | - Chicagói Egyetem (BA) - Yale Egyetem (JD) | 2017 | Fremont | 1976. szeptember 13. (46 évesen)                                                                                   |
| Kalifornia 18.                      | Zoe Lofgren | | - Stanford Egyetem (BA) - Santa Clara Egyetem (JD)                                                                                                   | 1995 | San Jose | 1947. december 21. (75 évesen)                                                                                     |
| Kalifornia 19.                      | Jimmy Panetta | | - Monterey Peninsula Főiskola - Kaliforniai Egyetem, Davis (BA) - Santa Clara Egyetem (JD)                                                           | 2017 | Carmel Valley | 1969. október 1. (53 évesen)                                                                                       |
| Kalifornia 20.                      | Vince Fong | | - Kaliforniai Egyetem, Los Angeles (BA) - Princetoni Egyetem (MPA)                                                                                   | 2024 | Bakersfield | 1979. október 24. (43 évesen)                                                                                      |
| Kalifornia 21.                      | Jim Costa | | - Kaliforniai Állami Egyetem, Fresno (BA) | 2005 | Fresno | 1952. április 13. (70 évesen)                                                                                      |
| Kalifornia 22.                      | David Valadao | | - Sequoias Főiskolája | 2021 | Hanford | 1977. április 14. (45 évesen)                                                                                      |
| Kalifornia 23.                      | Jay Obernolte | | - Kaliforniai Technológiai Intézmény (BS) - Kaliforniai Egyetem, Los Angeles (MS)                                                                    | 2021 | Big Bear Lake | 1970. augusztus 18. (52 évesen)                                                                                    |
| Kalifornia 24.                      | Salud Carbajal | | - Kaliforniai Egyetem, Santa Barbara (BA) - Fielding Graduate Egyetem (MA)                                                                           | 2017 | Santa Barbara | 1964. november 18. (58 évesen)                                                                                     |
| Kalifornia 25.                      | Raul Ruiz | | - Kaliforniai Egyetem, Los Angeles (BS) - Harvard Egyetem (MD, MPP, MPH)                                                                             | 2013 | Coachella | 1972. augusztus 25. (50 évesen)                                                                                    |
| Kalifornia 26.                      | Julia Brownley | | - George Washington Egyetem (BA) - American Egyetem (MBA)                                                                                            | 2013 | Westlake Village                                                                                                   | 1952. augusztus 28. (70 évesen)                                                                                    |
| Kalifornia 27.                      | Mike Garcia | | - USA Tengerészgyalogosi Akadémiája (BS) - Georgetowni Egyetem (MA)                                                                                  | 2020 (speciális)                                                                                                   | Santa Clarita | 1976. április 24. (46 évesen)                                                                                      |
| Kalifornia 28.                      | Judy Chu | | - Kaliforniai Egyetem, Los Angeles (BA) - Alliant Nemzetközi Egyetem (MA, PhD)                                                                       | 2009 (speciális)                                                                                                   | Monterey Park | 1953. július 7. (69 évesen)                                                                                        |
| Kalifornia 29.                      | Tony Cárdenas | | - Kaliforniai Egyetem, Santa Barbara (BS) | 2013 | Pacoima | 1963. március 31. (59 évesen)                                                                                      |
| Kalifornia 30.                      | Adam Schiff | | - Stanford Egyetem (BA) - Harvard Egyetem (JD) | 2001 | Burbank | 1960. június 22. (62 évesen)                                                                                       |
| Kalifornia 31.                      | Grace Napolitano                                                                                                   | | - Cerritos Főiskola - Texas Southmost College | 1999 | Norwalk | 1936. december 4. (86 évesen)                                                                                      |
| Kalifornia 32.                      | Brad Sherman | | - Kaliforniai Egyetem, Los Angeles (BA) - Harvard Egyetem (JD)                                                                                       | 1997 | Sherman Oaks | 1954. október 24. (68 évesen)                                                                                      |
| Kalifornia 33.                      | Pete Aguilar | | - Redlands Egyetem (BS) | 2015 | Redlands | 1979. június 19. (43 évesen)                                                                                       |
| Kalifornia 34.                      | Jimmy Gomez | | - Kaliforniai Egyetem, Los Angeles (BA) - Harvard Egyetem (MPP)                                                                                      | 2017 (speciális)                                                                                                   | Los Angeles | 1974. november 25. (48 évesen)                                                                                     |
| Kalifornia 35.                      | Norma Torres | | - National Labor Főiskola (BA) | 2015 | Pomona | 1965. április 4. (57 évesen)                                                                                       |
| Kalifornia 36.                      | Ted Lieu | | - Stanford Egyetem (BA, BS) - Georgetowni Egyetem (JD)                                                                                               | 2015 | Torrance | 1969. március 29. (53 évesen)                                                                                      |
| Kalifornia 37.                      | Sydney Kamlager | | - Dél-kaliforniai Egyetem (BA) - Carnegie Mellon Egyetem (MA)                                                                                        | 2023 | | 1972. július 20. (50 évesen)                                                                                       |
| Kalifornia 38.                      | Linda Sánchez | | - Kaliforniai Egyetem, Berkeley (BA) - Kaliforniai Egyetem, Los Angeles (JD)                                                                         | 2003 | Whittier | 1969. január 28. (53 évesen)                                                                                       |
| Kalifornia 39.                      | Mark Takano | | - Harvard Egyetem (BA) - Kaliforniai Egyetem, Riverside (MFA)                                                                                        | 2013 | Riverside | 1960. december 10. (62 évesen)                                                                                     |
| Kalifornia 40.                      | Young Kim | | - Dél-kaliforniai Egyetem (BBA) | 2021 | La Habra | 1962. október 18. (60 évesen)                                                                                      |
| Kalifornia 41.                      | Ken Calvert | | - Chaffey Főiskola - San Diegó-i Állami Egyetem (BA)                                                                                                 | 1993 | Corona | 1953. június 8. (69 évesen)                                                                                        |
| Kalifornia 42.                      | Robert Garcia | | - Kaliforniai Állami Egyetem, Long Beach (BA, EdD) - Dél-kaliforniai Egyetem (MA)                                                                    | 2023 | | 1977. december 4. (45 évesen)                                                                                      |
| Kalifornia 43.                      | Maxine Waters | | - Kalifornia Állami Egyetem, Los Angeles (BA) | 1991 | Los Angeles | 1938. augusztus 15. (84 évesen)                                                                                    |
| Kalifornia 44.                      | Nanette Barragán                                                                                                   | | - Kaliforniai Egyetem, Los Angeles (BA) - Dél-kaliforniai Egyetem (JD)                                                                               | 2017 | San Pedro | 1976. szeptember 15. (46 évesen)                                                                                   |
| Kalifornia 45.                      | Michelle Steel | | - Pepperdine Egyetem (BA) - Dél-kaliforniai Egyetem (MBA)                                                                                            | 2021 | Surfside | 1955. június 21. (67 évesen)                                                                                       |
| Kalifornia 46.                      | Lou Correa | | - Kalifornia Állami Egyetem, Fullerton (BA) - Kaliforniai Egyetem, Los Angeles (JD, MBA)                                                             | 2017 | Santa Ana | 1958. január 24. (64 évesen)                                                                                       |
| Kalifornia 47.                      | Katie Porter | | - Yale Egyetem (BA) - Harvard Egyetem (JD) | 2019 | Irvine | 1974. január 3. (49 évesen)                                                                                        |
| Kalifornia 48.                      | Darrell Issa | | - Siena Heights Egyetem (BA) | 2021 | San Diego | 1953. november 1. (69 évesen)                                                                                      |
| Kalifornia 49.                      | Mike Levin | | - Stanford Egyetem (BA) - Duke Egyetem (JD) | 2019 | San Juan Capistrano                                                                                                | 1978. október 20. (44 évesen)                                                                                      |
| Kalifornia 50.                      | Scott Peters | | - Duke Egyetem (BA) - New York Egyetem (JD) | 2013 | San Diego | 1958. június 17. (64 évesen)                                                                                       |
| Kalifornia 51.                      | Sara Jacobs | | - Columbia Egyetem (BA, MIA) | 2021 | San Diego | 1989. február 1. (33 évesen)                                                                                       |
| Kalifornia 52.                      | Juan Vargas | | - San Diego-i Egyetem (BA) - Fordham Egyetem (MA) - Harvard Egyetem (JD)                                                                             | 2013 | San Diego | 1961. március 7. (61 évesen)                                                                                       |
| Kansas 1.                           | Tracey Mann | | - Kansasi Állami Egyetem (BS) | 2021 | Salina | 1976. december 17. (46 évesen)                                                                                     |
| Kansas 2.                           | Jake LaTurner | | - Pittsburgi Állami Egyetem (BA) | 2021 | Topeka | 1988. február 17. (34 évesen)                                                                                      |
| Kansas 3.                           | Sharice Davids | | - Haskell Indiai Nemzetségek Egyetem - Kansas Egyetem - Johnson County Közösségi Főiskola - Missouri–Kansas City Egyetem (BA) - Cornell Egyetem (JD) | 2019 | Roeland Park | 1980. május 22. (42 évesen)                                                                                        |
| Kansas 4.                           | Ron Estes | | - Tennessee Technológiai Egyetem (BS, MBA) | 2017 (speciális)                                                                                                   | Wichita | 1956. július 19. (66 évesen)                                                                                       |
| Kentucky 1.                         | James Comer | | - Nyugat-Kentucky Egyetem (BS) | 2016 (speciális)                                                                                                   | Tompkinsville | 1972. augusztus 19. (50 évesen)                                                                                    |
| Kentucky 2.                         | Brett Guthrie | | - Egyesült Államok Katonai Akadémiája (BS) - Yale Egyetem (MBA)                                                                                      | 2009 | Bowling Green | 1964. február 18. (58 évesen)                                                                                      |
| Kentucky 3.                         | Morgan McGarvey | | - Missouri Egyetem (BA) - Kentucky Egyetem (JD) | 2023 | | 1979. december 23. (43 évesen)                                                                                     |
| Kentucky 4.                         | Thomas Massie | | Massachusetts Institute of Technology (BS, MS) | 2012 (speciális)                                                                                                   | Garrison | 1971. január 13. (51 évesen)                                                                                       |
| Kentucky 5.                         | Hal Rogers | | - Nyugat-Kentucky Egyetem (BA) - Kentucky Egyetem (LLB)                                                                                              | 1981 | Somerset | 1937. december 31. (85 évesen)                                                                                     |
| Kentucky 6.                         | Andy Barr | | - Virginiai Egyetem (BA) - Kentucky Egyetem (JD) | 2013 | Lexington | 1973. július 24. (49 évesen)                                                                                       |
| Louisiana 1.                        | Steve Scalise | | - Louisianai Állami Egyetem (BS) | 2008 (speciális)                                                                                                   | Jefferson | 1965. október 6. (57 évesen)                                                                                       |
| Louisiana 2.                        | Troy Carter | | - Louisianai Xavier Egyetem (BA) | 2021 | | 1963. október 26. (59 évesen)                                                                                      |
| Louisiana 3.                        | Clay Higgins | | - Louisianai Állami Egyetem | 2017 | Lafayette | 1961. augusztus 24. (61 évesen)                                                                                    |
| Louisiana 4.                        | Mike Johnson | | - Louisianai Állami Egyetem (BA, JD) | 2017 | Benton | 1972. január 30. (50 évesen)                                                                                       |
| Louisiana 5.                        | Julia Letlow | | - Louisianai Egyetem - Dél-floridai Egyetem | 2021 | Start | 1981. március 16. (41 évesen)                                                                                      |
| Louisiana 6.                        | Garret Graves | | - Alabamai Egyetem - Louisianai Tech Egyetem - American Egyetem                                                                                      | 2015 | Baton Rouge | 1972. január 31. (50 évesen)                                                                                       |
| Maine 1.                            | Chellie Pingree | | - Dél-maine-i Egyetem - Atlantic Főiskola (BS) | 2009 | North Haven | 1955. április 2. (67 évesen)                                                                                       |
| Maine 2.                            | Jared Golden | | - Maine-i Egyetem, Farmington - Bates Főiskola (BA)                                                                                                  | 2019 | Lewiston | 1982. július 25. (40 évesen)                                                                                       |
| Maryland 1.                         | Andy Harris | | - Johns Hopkins Egyetem (BS, MD, MHS) | 2011 | Cockeysville | 1957. január 25. (65 évesen)                                                                                       |
| Maryland 2.                         | Dutch Ruppersberger                                                                                                | | - Baltimore City Főiskola - Marylandi Egyetem, College Park (BA) - Baltimore-i Egyetem (JD)                                                          | 2003 | Cockeysville | 1946. január 31. (76 évesen)                                                                                       |
| Maryland 3.                         | John Sarbanes | | - Princetoni Egyetem (BA) - Harvard Egyetem (JD) | 2007 | Baltimore | 1962. május 22. (60 évesen)                                                                                        |
| Maryland 4.                         | Glenn Ivey | | - Princetoni Egyetem (BA) - Harvard Egyetem (JD) | 2023 | | 1961. február 27. (61 évesen)                                                                                      |
| Maryland 5.                         | Steny Hoyer | | - Marylandi Egyetem, College Park (BA) - Georgetowni Egyetem (JD)                                                                                    | 1981 (speciális)                                                                                                   | Mechanicsville | 1939. június 14. (83 évesen)                                                                                       |
| Maryland 6.                         | David Trone | | - Furman Egyetem (BA) - Pennsylvaniai Egyetem (MBA)                                                                                                  | 2019 | Potomac | 1955. szeptember 21. (67 évesen)                                                                                   |
| Maryland 7.                         | Kweisi Mfume | | - Baltimore City Közösségi Főiskola - Morgan Állami Egyetem (BA) - Johns Hopkins Egyetem (MA)                                                        | 2020 (speciális)                                                                                                   | Baltimore | 1948. október 24. (74 évesen)                                                                                      |
| Maryland 8.                         | Jamie Raskin | | - Harvard Egyetem (BA, JD) | 2017 | Takoma Park | 1962. december 13. (60 évesen)                                                                                     |
| Massachusetts 1.                    | Richard Neal | | - Holyoke Közösségi Főiskola - American Nemzetközi Főiskola (BA) - Hartfordi Egyetem (MA)                                                            | 1989 | Springfield | 1949. február 14. (73 évesen)                                                                                      |
| Massachusetts 2.                    | Jim McGovern | | - American Egyetem (BA, MPA) | 1997 | Worcester | 1959. november 20. (63 évesen)                                                                                     |
| Massachusetts 3.                    | Lori Trahan | | - Georgetowni Egyetem (BA) | 2019 | Westford | 1973. október 27. (49 évesen)                                                                                      |
| Massachusetts 4.                    | Jake Auchincloss                                                                                                   | | - Harvard Egyetem (BA) - Massachusetts Institute of Technology (MBA)                                                                                 | 2021 | Newton | 1988. január 29. (34 évesen)                                                                                       |
| Massachusetts 5.                    | Katherine Clark | | - St. Lawrence Egyetem (BA) - Cornell Egyetem (JD) - Harvard Egyetem (MPA)                                                                           | 2013 (speciális)                                                                                                   | Melrose | 1963. július 17. (59 évesen)                                                                                       |
| Massachusetts 6.                    | Seth Moulton | | - Harvard Egyetem (BS, MBA, MPP) | 2015 | Salem | 1978. október 24. (44 évesen)                                                                                      |
| Massachusetts 7.                    | Ayanna Pressley | | - Bostoni Egyetem | 2019 | Boston | 1974. február 3. (48 évesen)                                                                                       |
| Massachusetts 8.                    | Stephen F. Lynch                                                                                                   | | - Wentworth Institute of Technology (BS) - Bostoni Egyetem (JD) - Harvard Egyetem (MPA)                                                              | 2001 (speciális)                                                                                                   | Boston | 1955. március 31. (67 évesen)                                                                                      |
| Massachusetts 9.                    | Bill Keating | | - Bostoni Egyetem (BA, MBA) - Suffolk Egyetem (JD)                                                                                                   | 2011 | Bourne | 1952. szeptember 6. (70 évesen)                                                                                    |
| Michigan 1.                         | Jack Bergman | | - Gustavus Adolphus Főiskola (BA) - Nyugat-floridai Egyetem (MBA)                                                                                    | 2017 | Watersmeet | 1947. február 2. (75 évesen)                                                                                       |
| Michigan 2.                         | John Moolenaar | | - Hope Egyetem (BS) - Harvard Egyetem (MPA) | 2015 | Midland | 1961. május 8. (61 évesen)                                                                                         |
| Michigan 3.                         | Hillary Scholten                                                                                                   | | - Gordon Főiskola (BA) - Marylandi Egyetem, Baltimore (JD)                                                                                           | 2023 | | 1982. február 22. (40 évesen)                                                                                      |
| Michigan 4.                         | Bill Huizenga | | - Calvin Főiskola (BA) | 2011 | Holland | 1969. január 31. (53 évesen)                                                                                       |
| Michigan 5.                         | Tim Walberg | | - Nyugat-illinois-i Egyetem - Moody Biblia Intézmény - Taylor Egyetem (BA) - Wheaton Egyetem, Illinois (MA)                                          | 2011 | Tipton | 1951. április 12. (71 évesen)                                                                                      |
| Michigan 6.                         | Debbie Dingell | | - Georgetowni Egyetem (BS, MS) | 2015 | Dearborn | 1953. november 23. (69 évesen)                                                                                     |
| Michigan 7.                         | Elissa Slotkin | | - Cornell Egyetem (BA) - Columbia Egyetem (MA) | 2019 | Holly | 1976. július 10. (46 évesen)                                                                                       |
| Michigan 8.                         | Dan Kildee | | - Michigan–Flint Egyetem - Central Michigani Egyetem (BS)                                                                                            | 2013 | Flushing | 1958. augusztus 11. (64 évesen)                                                                                    |
| Michigan 9.                         | Lisa McClain | | - Lansing Közösségi Főiskola - Northwood Egyetem (BA)                                                                                                | 2021 | Bruce | 1966. április 7. (56 évesen)                                                                                       |
| Michigan 10.                        | John E. James | | - Egyesült Államok Katonai Akadémiája (BS) - Michigani Egyetem (MBA) - Pennsylvaniai Állami Egyetem (MS)                                             | 2023 | | 1981. június 8. (41 évesen)                                                                                        |
| Michigan 11.                        | Haley Stevens | | - American Egyetem (BA, MA) | 2019 | Rochester Hills | 1983. június 24. (39 évesen)                                                                                       |
| Michigan 12.                        | Rashida Tlaib | | - Wayne Állami Egyetem (BA) - Thomas M. Cooley Jogi Iskola (JD)                                                                                      | 2019 | Detroit | 1976. július 24. (46 évesen)                                                                                       |
| Michigan 13.                        | Shri Thanedar | | - Mumbai Egyetem (BS, MS) - Akroni Egyetem (PhD) | 2023 | | 1955. február 22. (67 évesen)                                                                                      |
| Minnesota 1.                        | Brad Finstad | | - Minnesotai Egyetem (BS) | 2022 | | 1976. május 30. (46 évesen)                                                                                        |
| Minnesota 2.                        | Angie Craig | | - Memphisi Egyetem (BA) | 2019 | Eagan | 1972. február 14. (50 évesen)                                                                                      |
| Minnesota 3.                        | Dean Phillips | | - Brown Egyetem (BA) - Minnesotai Egyetem (MBA) | 2019 | Deephaven | 1969. január 20. (53 évesen)                                                                                       |
| Minnesota 4.                        | Betty McCollum | | - St. Catherine Egyetem (BA) | 2001 | Saint Paul | 1954. július 12. (68 évesen)                                                                                       |
| Minnesota 5.                        | Ilhan Omar | | - Észak-dakotai Állami Egyetem (BA) | 2019 | Minneapolis | 1982. október 4. (40 évesen)                                                                                       |
| Minnesota 6.                        | Tom Emmer | | - Bostoni Egyetem - Alaska Fairbanks Egyetem (BA) - William Mitchell Jogi Egyetem (JD)                                                               | 2015 | Delano | 1961. március 3. (61 évesen)                                                                                       |
| Minnesota 7.                        | Michelle Fischbach                                                                                                 | | - St. Cloudi Állami Egyetem (BA) - William Mitchell Jogi Egyetem (JD)                                                                                | 2021 | Regal | 1965. november 3. (57 évesen)                                                                                      |
| Minnesota 8.                        | Pete Stauber | | - Lake Superior Állami Egyetem (BA) | 2019 | Hermantown | 1966. május 10. (56 évesen)                                                                                        |
| Mississippi 1.                      | Trent Kelly | | - East Central Közösségi Főiskola - Mississippi Egyetem (BA, JD) - Egyesült Államok Hadi Főiskolája (MA)                                             | 2015 (speciális)                                                                                                   | Saltillo | 1966. március 1. (56 évesen)                                                                                       |
| Mississippi 2.                      | Bennie Thompson | | - Tougaloo Főiskola (BA) - Jacksoni Állami Egyetem (MS)                                                                                              | 1993 (speciális)                                                                                                   | Bolton | 1948. január 28. (74 évesen)                                                                                       |
| Mississippi 3.                      | Michael Guest | | - Mississippi Állami Egyetem (BS) - Dél-mississippi Egyetem (JD)                                                                                     | 2019 | Brandon | 1970. február 4. (52 évesen)                                                                                       |
| Mississippi 4.                      | Mike Ezell | | - Dél-mississippi Egyetem (BA) | 2023 | | 1959. április 6. (63 évesen)                                                                                       |
| Missouri 1.                         | Cori Bush | | - Evangélikus Ápolóiskola (GrDip) | 2021 | St. Louis | 1976. július 21. (46 évesen)                                                                                       |
| Missouri 2.                         | Ann Wagner | | - Missouri Egyetem (BS) | 2013 | Ballwin | 1962. szeptember 13. (60 évesen)                                                                                   |
| Missouri 3.                         | Blaine Luetkemeyer                                                                                                 | | - Lincoln Egyetem, Missouri (BA) | 2009 | St. Elizabeth | 1952. május 7. (70 évesen)                                                                                         |
| Missouri 4.                         | Mark Alford | | - Texasi Egyetem, Austin (BA) | 2023 | | 1963. október 4. (59 évesen)                                                                                       |
| Missouri 5.                         | Emanuel Cleaver | | - Prairie View A&M Egyetem (BS) - Saint Paul Technológiai Iskola (MDiv)                                                                              | 2005 | Kansas City | 1944. október 26. (78 évesen)                                                                                      |
| Missouri 6.                         | Sam Graves | | - Missouri Egyetem (BS) | 2001 | Tarkio | 1963. november 7. (59 évesen)                                                                                      |
| Missouri 7.                         | Eric Burlison | | - Missouri Állami Egyetem (BA, MBA) | 2023 | | 1976. október 2. (46 évesen)                                                                                       |
| Missouri 8.                         | Jason Smith | | - Missouri Egyetem (BS) - Oklahoma City Egyetem (JD)                                                                                                 | 2013 (speciális)                                                                                                   | Salem | 1980. június 16. (42 évesen)                                                                                       |
| Montana 1.                          | Ryan Zinke | | - Oregoni Egyetem (BS) - National Egyetem (MBA) - San Diego-i Egyetem (MS)                                                                           | 2023 | | 1961. november 1. (61 évesen)                                                                                      |
| Montana 2.                          | Matt Rosendale | | – | 2021 | Glendive | 1960. július 7. (62 évesen)                                                                                        |
| Nebraska 1.                         | Mike Flood | | - Notre Dame Egyetem (BA) - Nebraskai Egyetem, Lincoln (JD)                                                                                          | 2022 | | 1975. február 23. (47 évesen)                                                                                      |
| Nebraska 2.                         | Don Bacon | | - Észak-illinois-i Egyetem (BA) - Phoenixi Egyetem (MBA) - Nemzetvédelmi Egyetem (MA)                                                                | 2017 | Papillion | 1963. augusztus 16. (59 évesen)                                                                                    |
| Nebraska 3.                         | Adrian Smith | | - Liberty Egyetem - Nebraska–Lincoln Egyetem (BA) | 2007 | Gering | 1970. december 19. (52 évesen)                                                                                     |
| Nevada 1.                           | Dina Titus | | - William & Mary Egyetem (BA) - Georgiai Egyetem (MA) - Floridai Állami Egyetem (PhD)                                                                | 2013 | Las Vegas | 1950. május 23. (72 évesen)                                                                                        |
| Nevada 2.                           | Mark Amodei | | - Nevadai Egyetem, Reno (BA) - Pacific Egyetem (JD)                                                                                                  | 2011 (speciális)                                                                                                   | Carson City | 1958. június 12. (64 évesen)                                                                                       |
| Nevada 3.                           | Susie Lee | | - Carnegie Mellon Egyetem (BA, MS) | 2019 | Las Vegas | 1966. november 7. (56 évesen)                                                                                      |
| Nevada 4.                           | Steven Horsford | | - Nevadai Egyetem, Reno (BA) | 2019 | Las Vegas | 1973. április 29. (49 évesen)                                                                                      |
| New Hampshire 1.                    | Chris Pappas | | - Harvard Egyetem (BA) | 2019 | Manchester | 1980. június 4. (42 évesen)                                                                                        |
| New Hampshire 2.                    | Annie Kuster | | - Dartmouth Főiskola (BA) - Georgetowni Egyetem (JD)                                                                                                 | 2013 | Hopkinton | 1956. szeptember 5. (66 évesen)                                                                                    |
| New Jersey 1.                       | Donald Norcross | | - Camden Megyei Főiskola | 2014 (speciális)                                                                                                   | Camden | 1958. december 13. (64 évesen)                                                                                     |
| New Jersey 2.                       | Jeff Van Drew | | - Rutgers Egyetem, New Brunswick (BS) - Fairleigh Dickinson Egyetem (DMD)                                                                            | 2019 | Dennis Township | 1953. február 23. (69 évesen)                                                                                      |
| New Jersey 3.                       | Andy Kim | | - Deep Springs Főiskola - Chicagói Egyetem (BA) - Magdalen Főiskola, Oxford (MPhil, DPhil)                                                           | 2019 | Bordentown | 1982. július 12. (40 évesen)                                                                                       |
| New Jersey 4.                       | Chris Smith | | - New Jersey Főiskola (BS) | 1981 | Hamilton Township                                                                                                  | 1953. március 4. (69 évesen)                                                                                       |
| New Jersey 5.                       | Josh Gottheimer | | - Pennsylvaniai Egyetem (BA) - Pembroke Egyetem, Oxford - Harvard Egyetem (JD)                                                                       | 2017 | Wyckoff | 1975. március 8. (47 évesen)                                                                                       |
| New Jersey 6.                       | Frank Pallone | | - Middlebury Főiskola (BA) - Tufts Egyetem (MA) - Rutgers Egyetem–Camden (JD)                                                                        | 1988 (speciális)                                                                                                   | Long Branch | 1951. október 30. (71 évesen)                                                                                      |
| New Jersey 7.                       | Thomas Kean Jr. | | - Dartmouth Főiskola (BA) - Tufts Egyetem (MA) | 2023 | | 1968. szeptember 5. (54 évesen)                                                                                    |
| New Jersey 8.                       | Rob Menendez | | - Észak-karolinai Egyetem, Chapel Hill (BA) - Rutgers Egyetem–Newark (JD)                                                                            | 2023 | | 1985. július 12. (37 évesen)                                                                                       |
| New Jersey 9.                       | Széküresedés | Széküresedés | Széküresedés | Széküresedés | Széküresedés | Széküresedés |
| New Jersey 10.                      | LaMonica McIver | | - Bloomfieldi Főiskola (BA) - Seton Hall Egyetem (MA) - Kean Egyetem (EdD)                                                                           | 2024 | Newark | 1986. június 20. (36 évesen)                                                                                       |
| New Jersey 11.                      | Mikie Sherrill | | - USA Tengerészgyalogossági Akadémia (BS) - Londoni Közgazdasági Iskola (MSc) - Georgetowni Egyetem (JD)                                             | 2019 | Montclair | 1972. január 19. (50 évesen)                                                                                       |
| New Jersey 12.                      | Bonnie Watson Coleman                                                                                              | | - Rutgers Egyetem - Thomas Edison Állami Egyetem (BA)                                                                                                | 2015 | Ewing Township | 1945. február 6. (77 évesen)                                                                                       |
| New York 1.                         | Nick LaLota | | - USA Tengerészgyalogossági Akadémia (BS) - Hofstra Egyetem (JD, MBA)                                                                                | 2023 | | 1978. június 23. (44 évesen)                                                                                       |
| New York 2.                         | Andrew Garbarino                                                                                                   | | - George Washington Egyetem (BA) - Hofstra Egyetem (JD)                                                                                              | 2021 | Sayville | 1984. szeptember 27. (38 évesen)                                                                                   |
| New York 3.                         | Tom Suozzi | | - Bostoni Főiskola (BA) - Fordham Egyetem (JD) | 2024 | | 1962. augusztus 31. (60 évesen)                                                                                    |
| New York 4.                         | Anthony D’Esposito                                                                                                 | | – | 2023 | | 1982. február 22. (40 évesen)                                                                                      |
| New York 5.                         | Gregory Meeks | | - Adelphi Egyetem (BA) - Howard Egyetem (JD) | 1998 (speciális)                                                                                                   | Queens | 1953. szeptember 25. (69 évesen)                                                                                   |
| New York 6.                         | Grace Meng | | - Michigani Egyetem (BA) - Yeshiva Egyetem (JD) | 2013 | Queens | 1975. október 1. (47 évesen)                                                                                       |
| New York 7.                         | Nydia Velázquez | | - Puerto Ricó-i Egyetem, Río Piedras (BA) - New York Egyetem (MA)                                                                                    | 1993 | Brooklyn | 1953. március 28. (69 évesen)                                                                                      |
| New York 8.                         | Hakeem Jeffries | | - Binghamtoni Egyetem (BA) - Georgetowni Egyetem (MPP) - New York Egyetem (JD)                                                                       | 2013 | Brooklyn | 1970. augusztus 4. (52 évesen)                                                                                     |
| New York 9.                         | Yvette Clarke | | - Oberlin Főiskola - Medgar Evers Főiskola | 2007 | Brooklyn | 1964. november 21. (58 évesen)                                                                                     |
| New York 10.                        | Dan Goldman | | - Yale Egyetem (BA) - Stanford Egyetem (JD) | 2023 | | 1976. február 26. (46 évesen)                                                                                      |
| New York 11.                        | Nicole Malliotakis                                                                                                 | | - Seton Hall-i Egyetem (BA) - Wagner Főiskola (MBA)                                                                                                  | 2021 | Staten Island | 1980. november 11. (42 évesen)                                                                                     |
| New York 12.                        | Jerry Nadler | | - Columbia Egyetem (BA) - Fordham Egyetem (JD) | 1992 (speciális)                                                                                                   | Manhattan | 1947. június 13. (75 évesen)                                                                                       |
| New York 13.                        | Adriano Espaillat                                                                                                  | | - Queens Egyetem, New York-i Városi Egyetem (BA) | 2017 | Manhattan | 1954. szeptember 27. (68 évesen)                                                                                   |
| New York 14.                        | Alexandria Ocasio-Cortez                                                                                           | | - Bostoni Egyetem (BA) | 2019 | The Bronx | 1989. október 13. (33 évesen)                                                                                      |
| New York 15.                        | Ritchie Torres | | - New York Egyetem | 2021 | The Bronx | 1988. március 12. (34 évesen)                                                                                      |
| New York 16.                        | Jamaal Bowman | | - New Haveni Egyetem (BA) - Mercy Főiskola (MA) - Manhattanville Főiskola (EdD)                                                                      | 2021 | Yonkers | 1976. április 1. (46 évesen)                                                                                       |
| New York 17.                        | Michael Lawler | | - Manhattani Főiskola (BS) | 2023 | | 1986. szeptember 9. (36 évesen)                                                                                    |
| New York 18.                        | Pat Ryan | | - Egyesült Államok Katonai Akadémiája (BS) - Georgetowni Egyetem (MA)                                                                                | 2022 | | 1982. március 28. (40 évesen)                                                                                      |
| New York 19.                        | Marc Molinaro | | - Dutchess Közösségi Főiskola (AS) | 2023 | | 1975. október 8. (47 évesen)                                                                                       |
| New York 20.                        | Paul Tonko | | - Clarkson Egyetem (BS) | 2009 | Amsterdam | 1949. június 18. (73 évesen)                                                                                       |
| New York 21.                        | Elise Stefanik | | - Harvard Egyetem (BA) | 2015 | Schuylerville | 1984. július 2. (38 évesen)                                                                                        |
| New York 22.                        | Brandon Williams                                                                                                   | | - Pepperdine Egyetem (BA) - Pennsylvaniai Egyetem (MBA)                                                                                              | 2023 | | 1967. május 22. (55 évesen)                                                                                        |
| New York 23.                        | Nick Langworthy | | - Niagara Egyetem (BA) | 2023 | | 1981. február 27. (41 évesen)                                                                                      |
| New York 24.                        | Claudia Tenney | | - Colgate Egyetem (BA) - Cincinnati Egyetem (JD) | 2021 | New Hartford | 1961. február 4. (61 évesen)                                                                                       |
| New York 25.                        | Joseph Morelle | | - New Yorki Államegyetem, Geneseo (BA) | 2018 (speciális)                                                                                                   | Irondequoit | 1957. április 29. (65 évesen)                                                                                      |
| New York 26.                        | Tim Kennedy | | - D’Youville Egyetem (BS, MS) | 2024 | Buffalo | 1976. október 20. (46 évesen)                                                                                      |
| Nyugat-Virginia 1.                  | Carol Miller | | - Columbia Főiskola, Dél-Karolina (BA) | 2019 | Huntington | 1950. november 4. (72 évesen)                                                                                      |
| Nyugat-Virginia 2.                  | Alex Mooney | | - Dartmouth Főiskola (BA) | 2015 | Charles Town | 1971. június 7. (51 évesen)                                                                                        |
| Ohio 1.                             | Greg Landsman | | - Ohiói Egyetem (BA) - Harvard Divinity Iskola (MA)                                                                                                  | 2023 | | 1976. december 4. (46 évesen)                                                                                      |
| Ohio 2.                             | Brad Wenstrup | | - Cincinnati Egyetem (BA) - Rosalind Franklin Egyetem (BS, DPM)                                                                                      | 2013 | Cincinnati | 1958. június 17. (64 évesen)                                                                                       |
| Ohio 3.                             | Joyce Beatty | | - Central State Egyetem (BA) - Wright Állami Egyetem (MS) - Cincinnati Egyetem                                                                       | 2013 | Columbus | 1950. március 12. (72 évesen)                                                                                      |
| Ohio 4.                             | Jim Jordan | | - Wisconsin–Madison Egyetem (BS) - Ohiói Állami Egyetem (MA) - Capital Egyetem (JD)                                                                  | 2007 | Urbana | 1964. február 17. (58 évesen)                                                                                      |
| Ohio 5.                             | Bob Latta | | - Bowling Green Állami Egyetem (BA) - Toledói Egyetem (JD)                                                                                           | 2007 | Bowling Green | 1956. április 18. (66 évesen)                                                                                      |
| Ohio 6.                             | Michael Rulli | | - Emerson Főiskola (MS) | 2024 | | 1969. március 11. (53 évesen)                                                                                      |
| Ohio 7.                             | Max Miller | | - Clevelandi Állami Egyetem (BA) | 2023 | | 1988. november 13. (34 évesen)                                                                                     |
| Ohio 8.                             | Warren Davidson | | - Egyesült Államok Katonai Akadémiája (BS) - Notre Dame Egyetem (MBA)                                                                                | 2016 (speciális)                                                                                                   | Troy | 1970. március 1. (52 évesen)                                                                                       |
| Ohio 9.                             | Marcy Kaptur | | - Wisconsin–Madison Egyetem (BA) - Michigani Egyetem (MUP) - Massachusetts Institute of Technology                                                   | 1983 | Toledo | 1946. június 17. (76 évesen)                                                                                       |
| Ohio 10.                            | Mike Turner | | - Ohio Northern Egyetem (BA) - Case Western Reserve Egyetem (JD) - Daytoni Egyetem (MBA)                                                             | 2003 | Dayton | 1960. január 11. (62 évesen)                                                                                       |
| Ohio 11.                            | Shontel Brown | | - Cuyahoga Közösségi Főiskola (AS) | 2021 | | 1975. június 24. (47 évesen)                                                                                       |
| Ohio 12.                            | Troy Balderson | | - Muskingumi Egyetem - Ohiói Állami Egyetem | 2018 (speciális)                                                                                                   | Zanesville | 1962. január 16. (60 évesen)                                                                                       |
| Ohio 13.                            | Emilia Sykes | | - Kenti Állami Egyetem (BA) - Floridai Egyetem (JD, MPH)                                                                                             | 2023 | | 1986. január 4. (36 évesen)                                                                                        |
| Ohio 14.                            | David Joyce | | - Daytoni Egyetem (BS, JD) | 2013 | Russell Township                                                                                                   | 1957. március 17. (65 évesen)                                                                                      |
| Ohio 15.                            | Mike Carey | | - Marion Katonai Intézmény (AA) - Ohiói Állami Egyetem (BA)                                                                                          | 2021 | | 1971. március 13. (51 évesen)                                                                                      |
| Oklahoma 1.                         | Kevin Hern | | - Arkansas-i Tech Egyetem (BS) - Georgia Institute of Technology - Arkansas-i Egyetem, Little Rock (MBA)                                             | 2018 (speciális)                                                                                                   | Tulsa | 1961. december 4. (61 évesen)                                                                                      |
| Oklahoma 2.                         | Josh Brecheen | | - Oklahomai Állami Egyetem, Stillwater - Délkelet-oklahomai Állami Egyetem (BS)                                                                      | 2023 | | 1979. június 19. (43 évesen)                                                                                       |
| Oklahoma 3.                         | Frank Lucas | | - Oklahomai Állami Egyetem, Stillwater (BS) | 1994 (speciális)                                                                                                   | Cheyenne | 1960. január 6. (62 évesen)                                                                                        |
| Oklahoma 4.                         | Tom Cole | | - Grinnell Főiskola (BA) - Yale Egyetem (MA) - Oklahomai Egyetem (PhD)                                                                               | 2003 | Moore | 1949. április 28. (73 évesen)                                                                                      |
| Oklahoma 5.                         | Stephanie Bice | | - Oklahomai Állami Egyetem, Stillwater (BS) | 2021 | Oklahoma City | 1973. november 11. (49 évesen)                                                                                     |
| Oregon 1.                           | Suzanne Bonamici                                                                                                   | | - Lane Közösségi Főiskola - Oregoni Egyetem (BA, JD)                                                                                                 | 2012 (speciális)                                                                                                   | Beaverton | 1954. október 14. (68 évesen)                                                                                      |
| Oregon 2.                           | Cliff Bentz | | - Kelet-oregoni Egyetem (BA) - Lewis and Clark Főiskola (JD)                                                                                         | 2021 | Ontario | 1952. január 12. (70 évesen)                                                                                       |
| Oregon 3.                           | Earl Blumenauer | | - Lewis & Clark Főiskola (BA, JD) | 1996 (speciális)                                                                                                   | Portland | 1948. augusztus 16. (74 évesen)                                                                                    |
| Oregon 4.                           | Val Hoyle | | - Emmanuel Főiskola (BA) | 2023 | | 1964. február 14. (58 évesen)                                                                                      |
| Oregon 5.                           | Lori Chavez-DeRemer                                                                                                | | - Kaliforniai Állami Egyetem, Fresno (BS) | 2023 | | 1968. április 7. (54 évesen)                                                                                       |
| Oregon 6.                           | Andrea Salinas | | - Kaliforniai Egyetem, Berkeley (BA) | 2023 | | 1969. december 6. (53 évesen)                                                                                      |
| Pennsylvania 1.                     | Brian Fitzpatrick                                                                                                  | | - La Salle Egyetem (BS) - Pennsylvaniai Állami Egyetem (MBA) - Pennsylvaniai Állami Egyetem, Carlisle (JD)                                           | 2017 | Levittown | 1973. december 17. (49 évesen)                                                                                     |
| Pennsylvania 2.                     | Brendan Boyle | | - Notre Dame Egyetem (BA) - Harvard Egyetem (MPP) | 2015 | Philadelphia | 1977. február 6. (45 évesen)                                                                                       |
| Pennsylvania 3.                     | Dwight Evans | | - Philadelphiai Közösségi Főiskola (AA) - La Salle Egyetem (BA)                                                                                      | 2016 (speciális)                                                                                                   | Philadelphia | 1954. május 16. (68 évesen)                                                                                        |
| Pennsylvania 4.                     | Madeleine Dean | | - La Salle Egyetem (BA) - Widener Egyetem (JD) | 2019 | Jenkintown | 1959. június 6. (63 évesen)                                                                                        |
| Pennsylvania 5.                     | Mary Gay Scanlon                                                                                                   | | - Colgate Egyetem (BA) - Pennsylvaniai Egyetem (JD)                                                                                                  | 2018 (speciális)                                                                                                   | Swarthmore | 1959. augusztus 30. (63 évesen)                                                                                    |
| Pennsylvania 6.                     | Chrissy Houlahan                                                                                                   | | - Stanford Egyetem (BS) - Massachusetts Institute of Technology (MS)                                                                                 | 2019 | Devon | 1967. június 5. (55 évesen)                                                                                        |
| Pennsylvania 7.                     | Susan Wild | | - American Egyetem (BA) - George Washington Egyetem (JD)                                                                                             | 2018 (speciális)                                                                                                   | Allentown | 1957. június 7. (65 évesen)                                                                                        |
| Pennsylvania 8.                     | Matt Cartwright | | - Hamilton Főiskola, New York (BA) - Pennsylvaniai Egyetem (JD)                                                                                      | 2013 | Moosic | 1961. május 1. (61 évesen)                                                                                         |
| Pennsylvania 9.                     | Dan Meuser | | - New Yorki Államegyetem - Cornell Egyetem | 2019 | Dallas | 1964. február 10. (58 évesen)                                                                                      |
| Pennsylvania 10.                    | Scott Perry | | - Pennsylvaniai Állami Egyetem (BS) - Egyesült Államok Hadi Főiskolája (MS)                                                                          | 2013 | Dillsburg | 1962. május 27. (60 évesen)                                                                                        |
| Pennsylvania 11.                    | Lloyd Smucker | | - Lebanon Valley Főiskola - Franklin and Marshall Főiskola                                                                                           | 2017 | Lancaster | 1964. január 23. (58 évesen)                                                                                       |
| Pennsylvania 12.                    | Summer Lee | | - Pennsylvaniai Állami Egyetem (BA) - Howard Egyetem (JD)                                                                                            | 2023 | | 1987. november 26. (35 évesen)                                                                                     |
| Pennsylvania 13.                    | John Joyce | | - Pennsylvaniai Állami Egyetem, Altoona - Pennsylvaniai Állami Egyetem, UP (BS) - Temple Egyetem (MD)                                                | 2019 | Hollidaysburg | 1957. február 8. (65 évesen)                                                                                       |
| Pennsylvania 14.                    | Guy Reschenthaler                                                                                                  | | - Pennsylvaniai Állami Egyetem, Behrend (BA) - Duquesne Egyetem (JD)                                                                                 | 2019 | Peters Township | 1983. április 14. (39 évesen)                                                                                      |
| Pennsylvania 15.                    | Glenn Thompson | | - Pennsylvaniai Állami Egyetem (BS) - Temple Egyetem (MEd)                                                                                           | 2009 | Howard | 1959. július 27. (63 évesen)                                                                                       |
| Pennsylvania 16.                    | Mike Kelly | | - Notre Dame Egyetem (BA) | 2011 | Butler | 1948. május 10. (74 évesen)                                                                                        |
| Pennsylvania 17.                    | Chris Deluzio | | - USA Tengerészgyalogossági Akadémia (BS) - Georgetowni Egyetem (JD)                                                                                 | 2023 | Aspinwall | 1984. július 13. (38 évesen)                                                                                       |
| Rhode Island 1.                     | Gabe Amo | | - Wheaton Főiskola (BA) - Merton Főiskola, Oxford (MSc)                                                                                              | 2023 | Providence | 1987. december 11. (35 évesen)                                                                                     |
| Rhode Island 2.                     | Seth Magaziner | | - Brown Egyetem (BA) - Yale Egyetem (MBA) | 2023 | Cranston | 1983. július 22. (39 évesen)                                                                                       |
| Tennessee 1.                        | Diana Harshbarger                                                                                                  | | - Kelet-tennessee-i Állami Egyetem (BS) - Mercer Egyetem (PharmD)                                                                                    | 2021 | Kingsport | 1960. január 1. (63 évesen)                                                                                        |
| Tennessee 2.                        | Tim Burchett | | - Tennessee-i Egyetem, Knoxville (BS) | 2019 | Knoxville | 1964. augusztus 25. (58 évesen)                                                                                    |
| Tennessee 3.                        | Chuck Fleischmann                                                                                                  | | - Illinois-i Egyetem, Urbana–Champaign (BA) - Tennessee-i Egyetem (JD)                                                                               | 2011 | Chattanooga | 1962. október 11. (60 évesen)                                                                                      |
| Tennessee 4.                        | Scott DesJarlais                                                                                                   | | - Dél-dakotai Egyetem (BS, MD) | 2011 | Sherwood | 1964. február 21. (58 évesen)                                                                                      |
| Tennessee 5.                        | Andy Ogles | | - Middle Tennessee Állami Egyetem (BS) | 2023 | | 1971. június 18. (51 évesen)                                                                                       |
| Tennessee 6.                        | John Rose | | - Tennessee-i Technológiai Egyetem (BS) - Purdue Egyetem, West Lafayette (MS) - Vanderbilt Egyetem (JD)                                              | 2019 | Cookeville | 1965. február 23. (57 évesen)                                                                                      |
| Tennessee 7.                        | Mark E. Green | | - Egyesült Államok Katonai Akadémiája (BS) - Dél-kaliforniai Egyetem (MA) - Wright Állami Egyetem (MD)                                               | 2019 | Clarksville | 1964. november 8. (58 évesen)                                                                                      |
| Tennessee 8.                        | David Kustoff | | - Memphisi Egyetem (BA, JD) | 2017 | Germantown | 1966. október 8. (56 évesen)                                                                                       |
| Tennessee 9.                        | Steve Cohen | | - Vanderbilt Egyetem (BA) - Memphisi Egyetem (JD) | 2007 | Memphis | 1949. május 24. (73 évesen)                                                                                        |
| Texas 1.                            | Nathaniel Moran | | - Texas Tech Egyetem (BA, MBA, JD) | 2023 | | 1974. július 22. (48 évesen)                                                                                       |
| Texas 2.                            | Dan Crenshaw | | - Tufts Egyetem (BA) - Harvard Egyetem (MPA) | 2019 | Houston | 1984. március 14. (38 évesen)                                                                                      |
| Texas 3.                            | Keith Self | | - Egyesült Államok Katonai Akadémiája (BS) - Dél-kaliforniai Egyetem (MA)                                                                            | 2023 | | 1953. március 20. (69 évesen)                                                                                      |
| Texas 4.                            | Pat Fallon | | - Notre Dame Egyetem (BA) | 2021 | Sherman | 1967. december 19. (55 évesen)                                                                                     |
| Texas 5.                            | Lance Gooden | | - Texasi Egyetem, Austin (BA, BBA) | 2019 | Terrell | 1982. december 1. (40 évesen)                                                                                      |
| Texas 6.                            | Jake Ellzey | | - Egyesült Államok Tengerészeti Akadémiája (BS) | 2021 | | 1970. január 24. (52 évesen)                                                                                       |
| Texas 7.                            | Lizzie Fletcher | | - Kenyon Főiskola (BA) - William and Mary Főiskola (JD)                                                                                              | 2019 | Houston | 1975. február 13. (47 évesen)                                                                                      |
| Texas 8.                            | Morgan Luttrell | | - Sam Houston Állami Egyetem (BS) - Texasi Egyetem, Dallas (MS)                                                                                      | 2023 | | 1975. november 7. (47 évesen)                                                                                      |
| Texas 9.                            | Al Green | | - Floridai A&M Egyetem - Tuskeegee-i Egyetem (BA) - Texasi Déli Egyetem (JD)                                                                         | 2005 | Houston | 1947. szeptember 1. (75 évesen)                                                                                    |
| Texas 10.                           | Michael McCaul | | - Trinity Egyetem (BA) - St. Mary’s Egyetem, Texas (JD)                                                                                              | 2005 | Austin | 1962. január 14. (60 évesen)                                                                                       |
| Texas 11.                           | August Pfluger | | - Egyesült Államok Légierejének Akadémiája (BS) - Embry–Riddle Repüléstechnikai Egyetem (MS) - Air Egyetem (MS) - Georgetowni Egyetem (MS)           | 2021 | San Angelo | 1978. december 28. (44 évesen)                                                                                     |
| Texas 12.                           | Kay Granger | | - Texasi Wesleyan Egyetem (BA) | 1997 | Fort Worth | 1943. január 18. (79 évesen)                                                                                       |
| Texas 13.                           | Ronny Jackson | | - Texasi A&M Egyetem (BS) - Texasi Egyetem (MD) | 2021 | Amarillo | 1967. május 4. (55 évesen)                                                                                         |
| Texas 14.                           | Randy Weber | | - Alvin Közösségi Főiskola - Houston–Clear Lake Egyetem (BS)                                                                                         | 2013 | Friendswood | 1953. július 2. (69 évesen)                                                                                        |
| Texas 15.                           | Monica De La Cruz                                                                                                  | | – | 2023 | | 1974. november 11. (48 évesen)                                                                                     |
| Texas 16.                           | Veronica Escobar                                                                                                   | | - Texasi Egyetem, El Paso (BA) - New York Egyetem (MA)                                                                                               | 2019 | El Paso | 1969. szeptember 15. (53 évesen)                                                                                   |
| Texas 17.                           | Pete Sessions | | - Southwestern Egyetem (BS) | 2021 | Waco | 1955. március 22. (67 évesen)                                                                                      |
| Texas 18.                           | Széküresedés | Széküresedés | Széküresedés | Széküresedés | Széküresedés | Széküresedés |
| Texas 19.                           | Jodey Arrington | | - Texasi Tech Egyetem (BA, MPA) | 2017 | Lubbock | 1972. március 9. (50 évesen)                                                                                       |
| Texas 20.                           | Joaquin Castro | | - Stanford Egyetem (BA) - Harvard Egyetem (JD) | 2013 | San Antonio | 1974. szeptember 16. (48 évesen)                                                                                   |
| Texas 21.                           | Chip Roy | | - Virginiai Egyetem (BS, MS) - Texasi Egyetem, Austin (JD)                                                                                           | 2019 | Austin | 1972. augusztus 7. (50 évesen)                                                                                     |
| Texas 22.                           | Troy Nehls | | - Liberty Egyetem (BA) - Houston–Downtown Egyetem (MA)                                                                                               | 2021 | Richmond | 1968. április 7. (54 évesen)                                                                                       |
| Texas 23.                           | Tony Gonzales | | - Chaminade Egyetem (AA) - Excelsior Egyetem (BS) - American Állami Egyetem (MA)                                                                     | 2021 | San Antonio | 1980. október 10. (42 évesen)                                                                                      |
| Texas 24.                           | Beth Van Duyne | | - Cornell Egyetem (BA) | 2021 | Irving | 1970. november 16. (52 évesen)                                                                                     |
| Texas 25.                           | Roger Williams | | - Texasi Keresztény Egyetem (BA) | 2013 | Austin | 1949. szeptember 13. (73 évesen)                                                                                   |
| Texas 26.                           | Michael C. Burgess                                                                                                 | | - Észak-texasi Egyetem (BS, MS) - Texasi Egyetem, Houston (MD) - Texasi Egyetem, Dallas (MS)                                                         | 2003 | Pilot Point | 1950. december 23. (72 évesen)                                                                                     |
| Texas 27.                           | Michael Cloud | | - Oral Roberts Egyetem (BS) | 2018 (speciális)                                                                                                   | Victoria | 1975. május 13. (47 évesen)                                                                                        |
| Texas 28.                           | Henry Cuellar | | - Laredo Közösségi Főiskola - Georgetowni Egyetem (BA) - Texasi Egyetem, Austin (JD, PhD) - Texasi A&M Nemzetközi Egyetem (MA)                       | 2005 | Laredo | 1955. szeptember 19. (67 évesen)                                                                                   |
| Texas 29.                           | Sylvia Garcia | | - Texasi Nők Egyeteme (BA) - Texasi Déli Egyetem (JD)                                                                                                | 2019 | Houston | 1950. szeptember 6. (72 évesen)                                                                                    |
| Texas 30.                           | Jasmine Crockett                                                                                                   | | - Rhodes Főiskola (BA) - Houstoni Egyetem (JD) | 2023 | | 1981. március 29. (41 évesen)                                                                                      |
| Texas 31.                           | John Carter | | - Texas Tech Egyetem (BA) - Austini Texasi Egyetem (JD)                                                                                              | 2003 | Round Rock | 1941. november 6. (81 évesen)                                                                                      |
| Texas 32.                           | Colin Allred | | - Baylor Egyetem (BA) - Kaliforniai Egyetem, Berkeley (JD)                                                                                           | 2019 | Dallas | 1983. április 15. (39 évesen)                                                                                      |
| Texas 33.                           | Marc Veasey | | - Texasi Wesleyan Egyetem (BA) | 2013 | Fort Worth | 1971. január 3. (52 évesen)                                                                                        |
| Texas 34.                           | Vicente Gonzalez                                                                                                   | | - Embry–Riddle Repüléstechnikai Egyetem (BA) - Texasi Wesleyan Egyetem (JD)                                                                          | 2017 | McAllen | 1967. szeptember 4. (55 évesen)                                                                                    |
| Texas 35.                           | Greg Casar | | - Virginiai Egyetem (BA) | 2023 | | 1989. május 4. (33 évesen)                                                                                         |
| Texas 36.                           | Brian Babin | | - Lamar Egyetem (BS) - Texasi Egyetem, Houston (DDS)                                                                                                 | 2015 | Woodville | 1948. március 23. (74 évesen)                                                                                      |
| Texas 37.                           | Lloyd Doggett | | - Texasi Egyetem, Austin (BA, JD) | 1995 | Austin | 1946. október 6. (76 évesen)                                                                                       |
| Texas 38.                           | Wesley Hunt | | - Egyesült Államok Katonai Akadémiája (BS) - Cornell Egyetem (MBA, MPA, MA)                                                                          | 2023 | | 1981. november 13. (41 évesen)                                                                                     |
| Új-Mexikó 1.                        | Melanie Stansbury                                                                                                  | | - Kaliforniai Saint Mary’s Főiskola (BA) - Cornell Egyetem (MS)                                                                                      | 2021 | | 1979. január 31. (43 évesen)                                                                                       |
| Új-Mexikó 2.                        | Gabe Vasquez | | - Új-mexikói Állami Egyetem (BA) | 2023 | | 1984. augusztus 3. (38 évesen)                                                                                     |
| Új-Mexikó 3.                        | Teresa Leger Fernandez                                                                                             | | - Yale Egyetem (BA) - Stanford Egyetem (JD) | 2021 | Santa Fe | 1959. július 1. (63 évesen)                                                                                        |
| Utah 1.                             | Blake Moore | | - Utah Egyetem (BA) - Northwestern Egyetem (MS) | 2021 | Salt Lake City | 1980. június 22. (42 évesen)                                                                                       |
| Utah 2.                             | Celeste Maloy | | - Dél-utah-i Egyetem (BA) - Brigham Young Egyetem (JD)                                                                                               | 2023 | Farmington | 1981. május 22. (41 évesen)                                                                                        |
| Utah 3.                             | John Curtis | | - Brigham Young Egyetem (BS) | 2017 (speciális)                                                                                                   | Provo | 1960. május 10. (62 évesen)                                                                                        |
| Utah 4.                             | Burgess Owens | | - Miami Egyetem (BS) | 2021 | Salt Lake City | 1951. augusztus 2. (71 évesen)                                                                                     |
| Vermont 1.                          | Becca Balint | | - Smith Főiskola (BA) - Harvard Egyetem (MEd) - Massachusettsi Egyetem, Amherst (MA)                                                                 | 2023 | | 1968. május 4. (54 évesen)                                                                                         |
| Virginia 1.                         | Rob Wittman | | - Virginia Tech (BS) - Észak-karolinai Egyetem, Chapel Hill (MPH) - Virginia Commonwealth Egyetem (PhD)                                              | 2007 (speciális)                                                                                                   | Montross | 1959. február 3. (63 évesen)                                                                                       |
| Virginia 2.                         | Jen Kiggans | | - Old Dominion Egyetem (BSN) - Vanderbilt Egyetem (MSN)                                                                                              | 2023 | | 1971. június 18. (51 évesen)                                                                                       |
| Virginia 3.                         | Bobby Scott | | - Harvard Egyetem (BA) - Bostoni Egyetem (JD) | 1993 | Newport News | 1947. április 30. (75 évesen)                                                                                      |
| Virginia 4.                         | Jennifer McClellan                                                                                                 | | - Richmondi Egyetem (BA) - Virginiai Egyetem (JD) | 2023 (speciális)                                                                                                   | | 1972. december 28. (50 évesen)                                                                                     |
| Virginia 5.                         | Bob Good | | - Liberty Egyetem (BS, MBA) | 2021 | Evington | 1965. szeptember 11. (57 évesen)                                                                                   |
| Virginia 6.                         | Ben Cline | | - Bates Főiskola (BA) - Richmondi Egyetem (JD) | 2019 | Rockbridge County                                                                                                  | 1972. február 29. (50 évesen)                                                                                      |
| Virginia 7.                         | Abigail Spanberger                                                                                                 | | - Virginiai Egyetem (BA) - Purdue Egyetem (MBA) | 2019 | Glen Allen | 1979. augusztus 7. (43 évesen)                                                                                     |
| Virginia 8.                         | Don Beyer | | - Williams Főiskola (BA) | 2015 | Alexandria | 1950. június 20. (72 évesen)                                                                                       |
| Virginia 9.                         | Morgan Griffith | | - Emory és Henry Egyetem (BA) - Washington és Lee Egyetem (JD)                                                                                       | 2011 | Salem | 1958. március 15. (64 évesen)                                                                                      |
| Virginia 10.                        | Jennifer Wexton | | - Marylandi Egyetem, College Park (BA) - William and Mary Főiskola (JD)                                                                              | 2019 | Leesburg | 1968. május 27. (54 évesen)                                                                                        |
| Virginia 11.                        | Gerry Connolly | | - Maryknoll Főiskola, Glen Ellyn, Illinois (BA) - Harvard Egyetem (MPA)                                                                              | 2009 | Fairfax | 1950. március 30. (72 évesen)                                                                                      |
| Washington 1.                       | Suzan DelBene | | - Reed Főiskola (BS) - Washingtoni Egyetem (MBA) | 2012 (speciális)                                                                                                   | Medina | 1962. február 17. (60 évesen)                                                                                      |
| Washington 2.                       | Rick Larsen | | - Pacific Evangélikus Egyetem (BA) - Minnesotai Egyetem (MPA)                                                                                        | 2001 | Everett | 1965. június 15. (57 évesen)                                                                                       |
| Washington 3.                       | Marie Gluesenkamp Perez                                                                                            | | - Reed Főiskola (BA) | 2023 | | 1988. június 4. (34 évesen)                                                                                        |
| Washington 4.                       | Dan Newhouse | | - Washingtoni Állami Egyetem (BS) | 2015 | Sunnyside | 1955. július 10. (67 évesen)                                                                                       |
| Washington 5.                       | Cathy McMorris Rodgers                                                                                             | | - Pensacola Keresztény Főiskola (BA) - Washingtoni Egyetem (MBA)                                                                                     | 2005 | Spokane | 1969. május 22. (53 évesen)                                                                                        |
| Washington 6.                       | Derek Kilmer | | - Princetoni Egyetem (BA) - Oxfordi Egyetem (MA, PhD)                                                                                                | 2013 | Gig Harbor | 1974. január 1. (49 évesen)                                                                                        |
| Washington 7.                       | Pramila Jayapal | | - Georgetowni Egyetem (BA) - Northwestern Egyetem (MBA)                                                                                              | 2017 | Seattle | 1965. szeptember 21. (57 évesen)                                                                                   |
| Washington 8.                       | Kim Schrier | | - Kaliforniai Egyetem, Berkeley (BS) - Kaliforniai Egyetem, Davis (MD)                                                                               | 2019 | Sammamish | 1968. augusztus 23. (54 évesen)                                                                                    |
| Washington 9.                       | Adam Smith | | - Nyugat-washingtoni Egyetem - Fordham Egyetem (BA) - Washingtoni Egyetem (JD)                                                                       | 1997 | Bellevue | 1965. június 15. (57 évesen)                                                                                       |
| Washington 10.                      | Marilyn Strickland                                                                                                 | | - Washingtoni Egyetem (BA) - Clark Atlanta Egyetem (MBA)                                                                                             | 2021 | Tacoma | 1962. szeptember 25. (60 évesen)                                                                                   |
| Wisconsin 1.                        | Bryan Steil | | - Georgetowni Egyetem (BS) - Wisconsin–Madison Egyetem (JD)                                                                                          | 2019 | Janesville | 1981. március 3. (41 évesen)                                                                                       |
| Wisconsin 2.                        | Mark Pocan | | - Wisconsin–Madison Egyetem (BA) | 2013 | Vermont | 1964. augusztus 14. (58 évesen)                                                                                    |
| Wisconsin 3.                        | Derrick Van Orden                                                                                                  | | – | 2023 | | 1969. szeptember 15. (53 évesen)                                                                                   |
| Wisconsin 4.                        | Gwen Moore | | - Marquette Egyetem (BA) | 2005 | Milwaukee | 1951. április 18. (71 évesen)                                                                                      |
| Wisconsin 5.                        | Scott Fitzgerald                                                                                                   | | - Wisconsini Egyetem, Oshkosh (BS) | 2021 | Clyman | 1963. november 16. (59 évesen)                                                                                     |
| Wisconsin 6.                        | Glenn Grothman | | - Wisconsin–Madison Egyetem (BA, JD) | 2015 | Glenbeulah | 1955. július 3. (67 évesen)                                                                                        |
| Wisconsin 7.                        | Tom Tiffany | | - Wisconsini Egyetem, River Falls (BS) | 2020 (speciális)                                                                                                   | Minocqua | 1957. december 30. (65 évesen)                                                                                     |
| Wisconsin 8.                        | Széküresedés | Széküresedés | Széküresedés | Széküresedés | Széküresedés | Széküresedés |
| Wyoming 1.                          | Harriet Hageman | | - Wyomingi Egyetem (BS, JD) | 2023 | | 1962. október 18. (60 évesen)                                                                                      |
| Szavazatjoggal nem rendelkező tagok | | | | | | |
| Amerikai Szamoa                     | Amata Coleman Radewagen                                                                                            | | - Guami Egyetem (BS) | 2015 | | 1947. december 29. (75 évesen)                                                                                     |
| Amerikai Virgin-szigetek            | Stacey Plaskett | | - Georgetowni Egyetem (BSFS) - American Egyetem (JD)                                                                                                 | 2015 | | 1966. május 13. (56 évesen)                                                                                        |
| Columbia Kerület (Washington)       | Eleanor Holmes Norton                                                                                              | | - Antioch Főiskola (BA) - Yale Egyetem (MA, LLB) | 1991 | Washington | 1937. június 13. (85 évesen)                                                                                       |
| Cseroki képviselő                   | A 116. kongresszus óta a törvényhozás nem volt hajlandó elfogadnia a cseroki képviselőjelöltet, Kimberly Teehee-t. | A 116. kongresszus óta a törvényhozás nem volt hajlandó elfogadnia a cseroki képviselőjelöltet, Kimberly Teehee-t. | A 116. kongresszus óta a törvényhozás nem volt hajlandó elfogadnia a cseroki képviselőjelöltet, Kimberly Teehee-t.                                   | A 116. kongresszus óta a törvényhozás nem volt hajlandó elfogadnia a cseroki képviselőjelöltet, Kimberly Teehee-t. | A 116. kongresszus óta a törvényhozás nem volt hajlandó elfogadnia a cseroki képviselőjelöltet, Kimberly Teehee-t. | A 116. kongresszus óta a törvényhozás nem volt hajlandó elfogadnia a cseroki képviselőjelöltet, Kimberly Teehee-t. |
| Északi-Mariana-szigetek             | vGregorio Sablan                                                                                                   | | – | 2009 | | 1955. január 19. (67 évesen)                                                                                       |
| Guam                                | Jim Moylan | | - Guami Egyetem (BS) | 2023 | | 1962. július 18. (60 évesen)                                                                                       |
| Puerto Rico                         | Jenniffer González                                                                                                 | | - Puerto Ricó-i Egyetem, Río Piedras (BA) - Interamerican Egyetem, San Juan (JD, LLM)                                                                | 2017 | San Juan | 1976. augusztus 5. (46 évesen)                                                                                     |

## Tagsági változások

### Szenátus
| Állam (class)       | Távozó szenátor  | Indok | Utód            | Beiktatás            |
| ------------------- | ---------------- | --- | --------------- | -------------------- |
| Nebraska (2)        | Ben Sasse        | Sasse 2023. január 8-án lemond, hogy a Floridai Egyetem elnöke legyen. Utódját 2023. január 12-én jelölték ki.                                  | Pete Ricketts   | 2023. január 23.     |
| Kalifornia (1)      | Dianne Feinstein | Feinstein 2023. szeptember 28-án meghalt. Utódját Gavin Newsom kormányzó nevezte ki.                                                            | Laphonza Butler | 2023. október 3.     |
| Nyugat-Virginia (1) | Joe Manchin      | Manchin pártot váltott. | Joe Manchin     | 2024. május 31.      |
| New Jersey (1)      | Bob Menendez     | A szenátor lemondott 2024. augusztus 20-án, miután korrupció vádjával elítélték.                                                                | George Helmy    | 2024. szeptember 19. |
| New Jersey (1)      | George Helmy     | A szenátor lemond 2024. november 27-én, hogy a 2024-es választások idején a következő terminusra megválasztott szenátornak rangidősséget adjon. | Andy Kim        | 2024. december 9.    |
| Kalifornia (1)      | Laphonza Butler  | A kinevezés lejár 2024 novemberében vagy decemberében, az előrehozott választás után. A választás 2024. november 5-én tartják.                  | Adam Schiff     | 2024. december 9.    |

### Képviselőház
| Körzet          | Távozó tag         | Indok | Utód                                     | Beiktatás                                |
| --------------- | ------------------ | --- | ---------------------------------------- | ---------------------------------------- |
| Virginia 4      | Széküresedés       | Donald McEachin (D) meghalt 2022. november 28-án, a Kongresszus kezdete előtt. A rendkívüli választást 2023. február 21-én tartották.                                  | Jennifer McClellan                       | 2023. március 7.                         |
| Rhode Island 1. | David Cicilline    | Cicilline lemondott 2023. június 1-én, hogy a Rhode Island Foundation vezérigazgatója legyen. A rendkívüli választást Dan McKee kormányzó 2023. november 7-re írta ki. | Gabe Amo                                 | 2023. november 13.                       |
| Utah 2.         | Chris Stewart      | Stewart lemondott 2023. szeptember 15-én felesége egészségügyi problémái miatt. A rendkívüli választásra 2023. november 21-én került sor.                              | Celeste Maloy                            | 2023. november 28.                       |
| New York 3.     | George Santos      | A Képviselőház megfosztotta a képviselőt székétől. | Tom Suozzi                               | 2024. február 28.                        |
| Kalifornia 20.  | Kevin McCarthy     | A képviselő 2023. december 31-én lemondott. | Vince Fong                               | 2024. június 3.                          |
| Ohio 6.         | Bill Johnson       | A képviselő 2024. január 21-én lemondott, hogy a Youngstowni Állami Egyetem elnöke legyen.                                                                             | Michael Rulli                            | 2024. június 25.                         |
| New York 26.    | Brian Higgins      | A képviselő 2024. február 2-án lemondott. | Tim Kennedy                              | 2024. május 6.                           |
| Colorado 4.     | Ken Buck           | A képviselő 2024. március 22-én lemondott. | Greg Lopez                               | 2024. július 8.                          |
| Wisconsin 8.    | Mike Gallagher     | A képviselő 2024. április 19-én lemondott. A rendkívüli választásra 2024. november 5-én kerül sor.                                                                     | Tony Wied                                | 2024. november 12.                       |
| New Jersey 10.  | Donald Payne Jr.   | A képviselő 2024. április 24-én meghalt. | LaMonica McIver                          | 2024. szeptember 23.                     |
| Texas 18.       | Sheila Jackson Lee | A képviselő 2024. július 19-én meghalt. A rendkívüli választásra 2024. november 5-én kerül sor.                                                                        | Erica Lee Carter                         | 2024. november 12.                       |
| New Jersey 9.   | Bill Pascrell      | A képviselő 2024. augusztus 21-én meghalt. | Nincs betöltve a következő kongresszusig | Nincs betöltve a következő kongresszusig |
| Florida 1.      | Matt Gaetz         | A képviselő lemondott 2024. november 13-án, miután Donald Trump bejelentette, hogy jelölni fogja a legfőbb ügyészi posztra.                                            | Nincs betöltve a következő kongresszusig | Nincs betöltve a következő kongresszusig |
| Kalifornia 30.  | Adam Schiff        | A képviselő lemondott 2024. december 8-án, hogy beiktassák az Egyesült Államok Szenátusába.                                                                            | Nincs betöltve a következő kongresszusig | Nincs betöltve a következő kongresszusig |
| New Jersey 3.   | Andy Kim           | A képviselő lemondott 2024. december 8-án, hogy beiktassák az Egyesült Államok Szenátusába.                                                                            | Nincs betöltve a következő kongresszusig | Nincs betöltve a következő kongresszusig |
| Észak-Dakota    | Kelly Armstrong    | A képviselő lemondott 2024. december 15-én, miután megválasztották Észak-Dakota kormányzójának.                                                                        | Nincs betöltve a következő kongresszusig | Nincs betöltve a következő kongresszusig |
| Észak-Karolina  | Jeff Jackson       | A képviselő lemondott 2024. december 31-én, miután megválasztották Észak-Karolina főügyészének.                                                                        | Nincs betöltve a következő kongresszusig | Nincs betöltve a következő kongresszusig |

## Bizottságok

### Szenátus

#### Állandó bizottságok
| Bizottság                                     | Elnök                                                                                      | Korelnök                    |
| --------------------------------------------- | ------------------------------------------------------------------------------------------ | --------------------------- |
| Bank, lakás-, és városi ügyek                 | Sherrod Brown (D-OH)                                                                       | Tim Scott (R-SC)            |
| Belbiztonság és kormányzati ügyek             | Gary Peters (D-MI)                                                                         | Rand Paul (R-KY)            |
| Egészségügy, oktatás, munka és nyugdíj        | Bernie Sanders (F-VT)                                                                      | Bill Cassidy (R-LA)         |
| Energia és környezeti erőforrások             | Joe Manchin (F-WV) (2024. május 31-ig demokrata)                                           | John Barrasso (R-WY)        |
| Hadsereg                                      | Jack Reed (D-RI)                                                                           | Roger Wicker (R-MS)         |
| Igazságügy                                    | Dick Durbin (D-IL)                                                                         | Lindsey Graham (R-SC)       |
| Kereskedelem, tudomány és közlekedés          | Maria Cantwell (D-WA)                                                                      | Ted Cruz (R-TX)             |
| Kisvállalkozások és vállalkozói tevékenységek | Ben Cardin (D-MD) (2023. szeptember 22-ig) Jeanne Shaheen (D-NH) (2023. szeptember 22-től) | Joni Ernst (R-IA)           |
| Költségvetés                                  | Sheldon Whitehouse (D-RI)                                                                  | Chuck Grassley (R-IA)       |
| Költségvetés-alkalmazás                       | Patty Murray (D-WA)                                                                        | Susan Collins (R-ME)        |
| Környezet és közművek                         | Tom Carper (D-DE)                                                                          | Shelley Moore Capito (R-WV) |
| Külügy                                        | Bob Menendez (D-NJ) (2023. szeptember 22-ig) Ben Cardin (D-MD) (2023. szeptember 22-től)   | Jim Risch (R-ID)            |
| Mezőgazdaság, táplálkozás, erdészet           | Debbie Stabenow (D-MI)                                                                     | John Boozman (R-AR)         |
| Pénzügy                                       | Ron Wyden (D-OR)                                                                           | Mike Crapo (R-ID)           |
| Szabályzat és adminisztráció                  | Amy Klobuchar (D-MN)                                                                       | Deb Fischer (R-NE)          |
| Veteránügyek                                  | Jon Tester (D-MT)                                                                          | Jerry Moran (R-KS)          |

#### Különleges bizottságok
| Bizottság                                            | Elnök                     | Korelnök              |
| ---------------------------------------------------- | ------------------------- | --------------------- |
| Etika (megválasztott)                                | Chris Coons (D-DE)        | James Lankford (R-OK) |
| Hírszerzés (megválasztott)                           | Mark Warner (D-VA)        | Marco Rubio (R-FL)    |
| Indiánügyek (folytonos, megválasztott)               | Brian Schatz (D-HI)       | Lisa Murkowski (R-AK) |
| Nemzetközi narkotikumszabályozás (folytonos frakció) | Sheldon Whitehouse (D-RI) | Chuck Grassley (R-IA) |
| Öregedés (különleges)                                | Bob Casey Jr. (D-PA)      | Mike Braun (R-IN)     |

### Képviselőház
| Bizottság                           | Elnök                                                                                  | Korelnök               |
| ----------------------------------- | -------------------------------------------------------------------------------------- | ---------------------- |
| Belbiztonság                        | Mark E. Green (R-TN)                                                                   | Bennie Thompson (D-MS) |
| Energia és kereskedelem             | Cathy McMorris Rodgers (R-WA)                                                          | Frank Pallone (D-NJ)   |
| Etika                               | Michael Guest (R-MS)                                                                   | Susan Wild (D-PA)      |
| Felügyelet és reform                | James Comer (R-KY)                                                                     | Jamie Raskin (D-MD)    |
| Hadsereg                            | Mike Rogers (R-AL)                                                                     | Adam Smith (D-WA)      |
| Hírszerzés (végleges megválasztott) | Mike Turner (R-OH)                                                                     | Jim Himes (D-CT)       |
| Igazságügy                          | Jim Jordan (R-OH)                                                                      | Jerry Nadler (D-NY)    |
| Képviselőházi adminisztráció        | Bryan Steil (R-WI)                                                                     | Joe Morelle (D-NY)     |
| Kisvállalkozás                      | Roger Williams (R-TX)                                                                  | Nydia Velázquez (D-NY) |
| Költségvetés                        | Jodey Arrington (R-TX)                                                                 | Brendan Boyle (D-PA)   |
| Költségvetés helyes alkalmazása     | Kay Granger (R-TX) (2024. április 10-ig) Tom Cole (R-OK) (2024. április 10-től)        | Rosa DeLauro (D-CT)    |
| Környezeti erőforrások              | Bruce Westerman (R-AR)                                                                 | Raúl Grijalva (D-AZ)   |
| Közlekedés és infrastruktúra        | Sam Graves (R-MO)                                                                      | Rick Larsen (D-WA)     |
| Külügy                              | Michael McCaul (R-TX)                                                                  | Gregory Meeks (D-NY)   |
| Lehetőségek és módok                | Jason Smith (R-MO)                                                                     | Richard Neal (D-MA)    |
| Mezőgazdaság                        | Glenn Thompson (R-PA)                                                                  | David Scott (D-GA)     |
| Oktatás és munkaügyek               | Virginia Foxx (R-NC)                                                                   | Bobby Scott (D-VA)     |
| Pénzügyi szolgáltatások             | Patrick McHenry (R-NC)                                                                 | Maxine Waters (D-CA)   |
| Szabályzat                          | Tom Cole (R-OK) (2024. április 10-ig) Michael C. Burgess (R-TX) (2024. április 10-től) | Jim McGovern (D-MA)    |
| Tudomány, űr és technológia         | Frank Lucas (R- OK)                                                                    | Zoe Lofgren (D-CA)     |
| Veteránügyek                        | Mike Bost (R-IL)                                                                       | Mark Takano (D-CA)     |

### Közös
| Bizottság | Elnök                  | Alelnök                 | Korelnök           | Helyettes korelnök  |
| --------- | ---------------------- | ----------------------- | ------------------ | ------------------- |
| Adóztatás | Jason Smith (R-TX)     | Ron Wyden (D-OR)        | Mike Crapo (R-ID)  | Richard Neal (D-MA) |
| Gazdaság  | Martin Heinrich (D-NM) | David Schweikert (R-AZ) | Don Beyer (D-VA)   | Mike Lee (R-UT)     |
| Könyvtár  | Amy Klobuchar (D-MN)   | Bryan Steil (R-WI)      | Joe Morelle (D-NY) | Deb Fischer (R-NE)  |
| Nyomtatás | Bryan Steil (R-WI)     | Amy Klobuchar (D-MN)    | Deb Fischer (R-NE) | Richard Neal (D-MA) |

## Hivatalnokok
- A Capitolium 12. építészmérnöke: Brett Blanton (2023. február 23-ig)
- A Capitolium 13. építészmérnöke: Thomas Austin (2024. június 24-től)
- Kezelőorvos: Brian P. Monahan

### Szenátus
- Lelkész: Barry Black (Hetednapi Adventista)
- Kurátor: Melinda Smith
- Történész: Betty Koed
- Könyvtáros: Meghan Dunn
- Jogász: Elizabeth MacDonough
- Titkár: Sonceria Berry
- Fegyveres ajtónálló: Karen Gibson

### Képviselőház
- Lelkész: Margaret G. Kibben (presbiteriánus)
- Adminisztratív hivatalnok: Catherine Szpindor
- Írnok:
  - Cheryl Johnson (2023. június 30-ig)
  - Kevin McCumber (2023. július 1-től)
- Történész: Matthew Wasniewski
- Jogász: Jason Smith
- Jegyző: Tylease Alli (D) és Susan Cole (R)
- Fegyveres ajtónálló: William McFarland